# Liste der Biografien/Kob
Liste der Biografien |
Portal Biografien |
Personensuche
# |
A |
B |
C |
D |
E |
F |
G |
H |
I |
J |
K |
L |
M |
N |
O |
P |
Q |
R |
S |
T |
U |
V |
W |
X |
Y |
Z |
?
 
Ka |
Kb |
Kc |
Kd |
Ke |
Kf |
Kg |
Kh |
Ki |
Kj |
Kl |
Km |
Kn |
Ko |
Kp |
Kr |
Ks |
Kt |
Ku |
Kv |
Kw |
Ky |
Kx |
Kz
 
Koa |
Kob |
Koc |
Kod |
Koe |
Kof |
Kog |
Koh |
Koi |
Koj |
Kok |
Kol |
Kom |
Kon |
Koo |
Kop |
Kor |
Kos |
Kot |
Kou |
Kov |
Kow |
Kox |
Koy |
Koz
Die Liste der Biografien führt alle Personen auf, die in der deutschsprachigen Wikipedia einen Artikel haben. Dieses ist eine Teilliste mit 497 Einträgen von Personen, deren Namen mit den Buchstaben „Kob“ beginnt.

## Kob
- Kob, Adolf (1885–1945), deutscher Politiker (NSDAP), MdR, SA-Obergruppenführer
- Kob, Anton (1822–1895), österreichischer Bildhauer und Fassmaler
- Köb, Edelbert (* 1942), österreichischer Künstler
- Kob, Janpeter (1927–1986), deutscher Soziologe
- Kob, Konrad (1835–1892), deutscher Richter und Abgeordneter
- Kob, Max (1898–1988), deutscher Fußballspieler
- Kob, Timo (* 1969), deutscher Strategieberater

### Koba
- Koba LaD (* 2000), französischer RapperKoba LaD (* 2000)

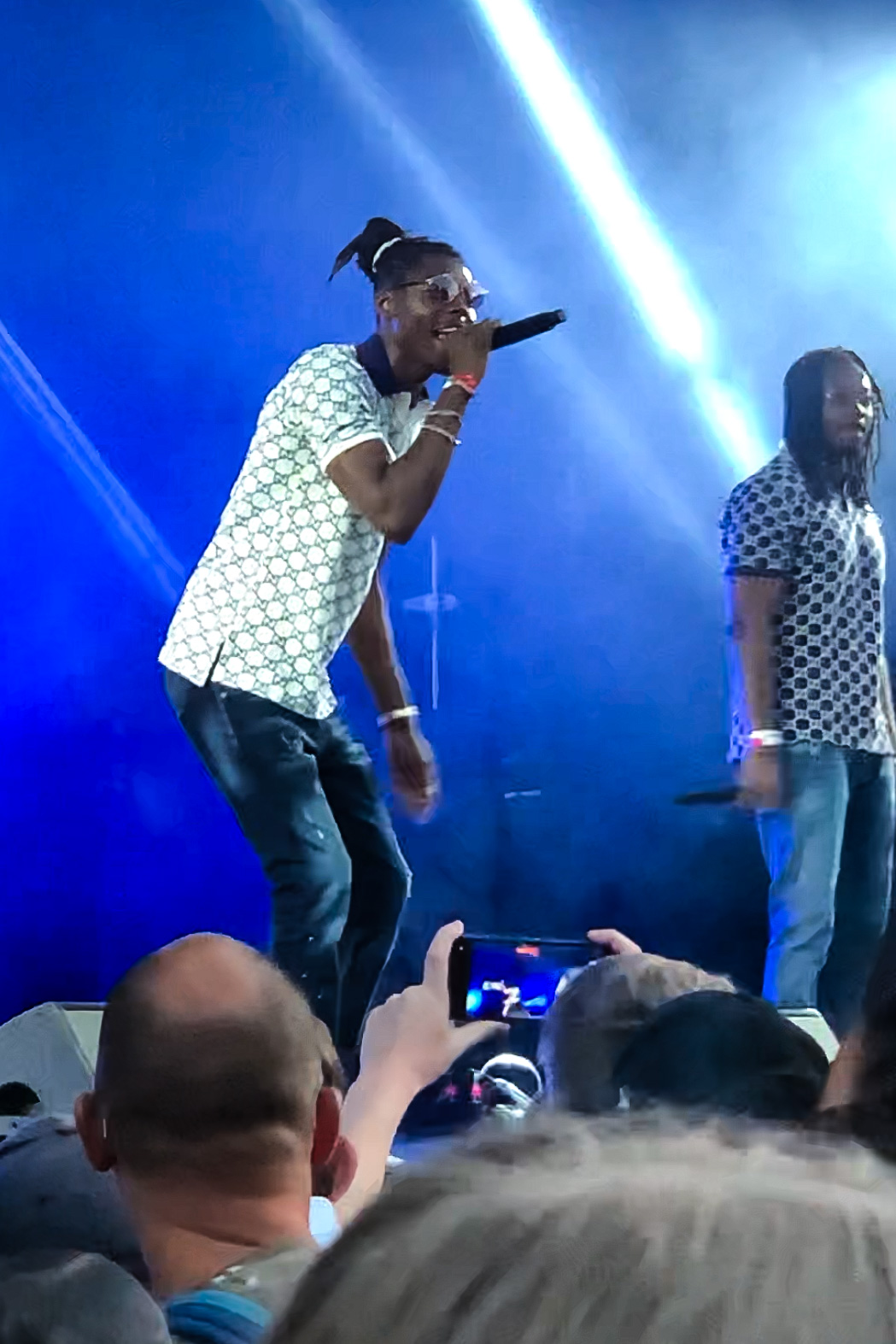
Koba LaD (* 2000)

- Koba, Dschojs (* 1998), ukrainische Sprinterin
- Koba, Jan (* 1962), slowakischer Radrennfahrer
- Koba, Ryōhei (* 1962), japanischer Sportschütze
- Koba, Sarah (* 1984), Schweizer Mountainbikerin
- Koba, Tamara (* 1957), ukrainische Mittel- und Langstreckenläuferin
- Koba, Tomotoki (1890–1983), japanischer Offizier, Generalmajor der Kaiserlich Japanischen Armee, Kommandeur von japanischen Bodentruppen in Burma
- Kobabe, Gerd (* 1929), deutscher Pflanzengenetiker
- Kobabe, Maia (* 1989), US-amerikanische, literarisch tätige Person
- Kobach, Reto (* 1980), Schweizer Eishockeyspieler und -trainer
- Kobachidse, Aleksandre (* 1987), georgischer Fußballspieler
- Kobachidse, Irakli (* 1978), georgischer PolitikerIrakli Kobachidse (* 1978)

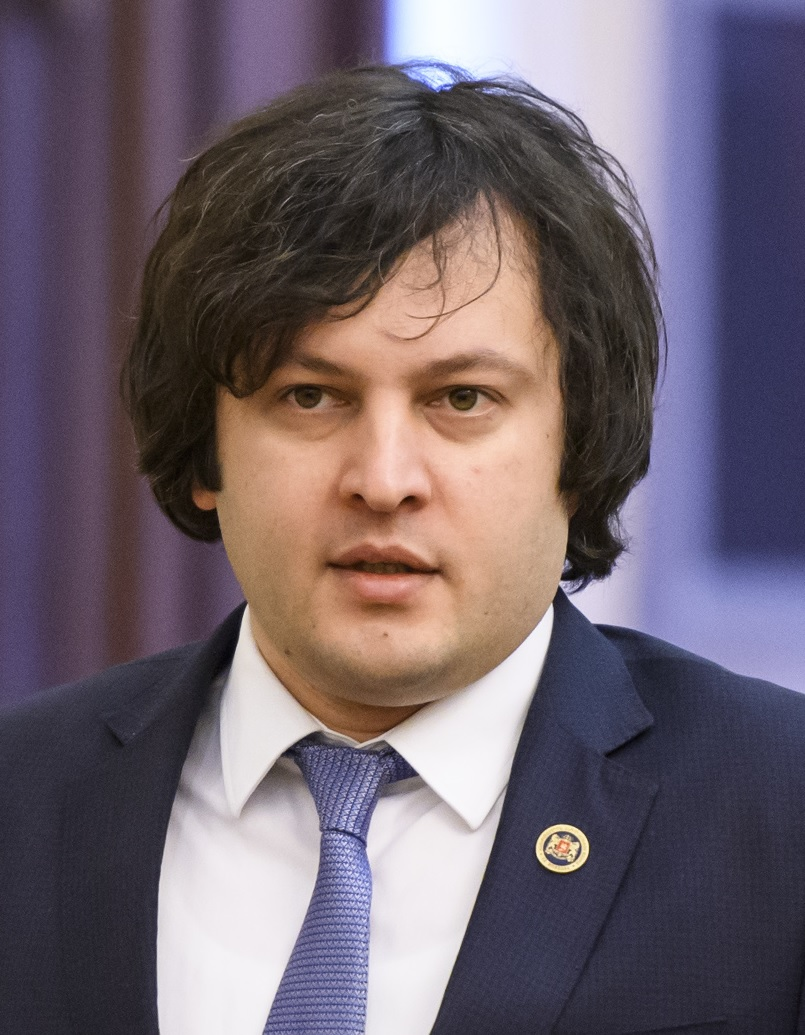
Irakli Kobachidse (* 1978)

- Kobachidse, Manana (* 1968), georgische Juristin
- Kobal, Sinem (* 1987), türkische Schauspielerin und Model
- Kobald, Christoph (* 1997), österreichischer Fußballspieler
- Kobald, Engelbert (1848–1926), österreichischer Physiker und Mathematiker
- Kobald, Franz (1866–1933), österreichischer Bildhauer
- Kobald, Karl (1876–1957), österreichischer Musikkritiker, -schriftsteller und Jurist
- Kobald, Silke (* 1971), österreichische Politikerin (ÖVP), Bezirksvorsteherin im 13. Wiener Gemeindebezirk Hietzing
- Kobalek, Otto (1930–1995), österreichischer Künstler und Wiener Original
- Kobalia, Vera (* 1981), georgische Politikerin
- Kobalija, Michail Robertowitsch (* 1978), russischer Schachspieler und -trainer
- Kobalt, Owsky (1937–2019), Schweizer Bildhauerin, Konzeptkünstlerin und Kunstpädagogin
- Koban, Bernhard (1931–2022), deutscher Grafiker
- Koban, Dejan (* 1979), slowenischer Lyriker und Editor
- Koban, Hans (1935–2013), deutscher Bankmanager
- Kőbán, Rita (* 1965), ungarische Kanutin
- Koban, Wilhelm (1885–1961), deutscher Architekt
- Kobara, Shōgo (* 1982), japanischer Fußballspieler
- Kobari, Kiyomitsu (* 1977), japanischer Fußballspieler
- Kobasew, Chuck (* 1982), kanadischer Eishockeyspieler
- Kobashi, Kenta (* 1967), japanischer Wrestler
- Kobata, Minoru (* 1946), japanischer Fußballspieler
- Kobau, Martin (* 1972), österreichischer Ruderer
- Kobayakawa, Hideaki (1582–1602), japanischer Feldherr
- Kobayakawa, Kiyoshi (1899–1948), japanischer Maler
- Kobayakawa, Shūsei (1885–1974), japanischer Maler der Nihonga-Richtung
- Kobayashi, Aimi (* 1995), japanische klassische Pianistin
- Kobayashi, Akari (* 2001), japanische Radrennfahrerin
- Kobayashi, Akiko (* 1943), japanische Chemikerin und Hochschullehrerin
- Kobayashi, Albert S. (* 1924), US-amerikanischer Ingenieur
- Kobayashi, Ataru (1899–1981), japanischer Unternehmer
- Kobayashi, Celes (* 1974), japanischer Boxer im Superfliegengewicht
- Kobayashi, Chika (* 1998), japanische Skilangläuferin
- Kobayashi, Chizu (* 1954), japanische Go-Spielerin

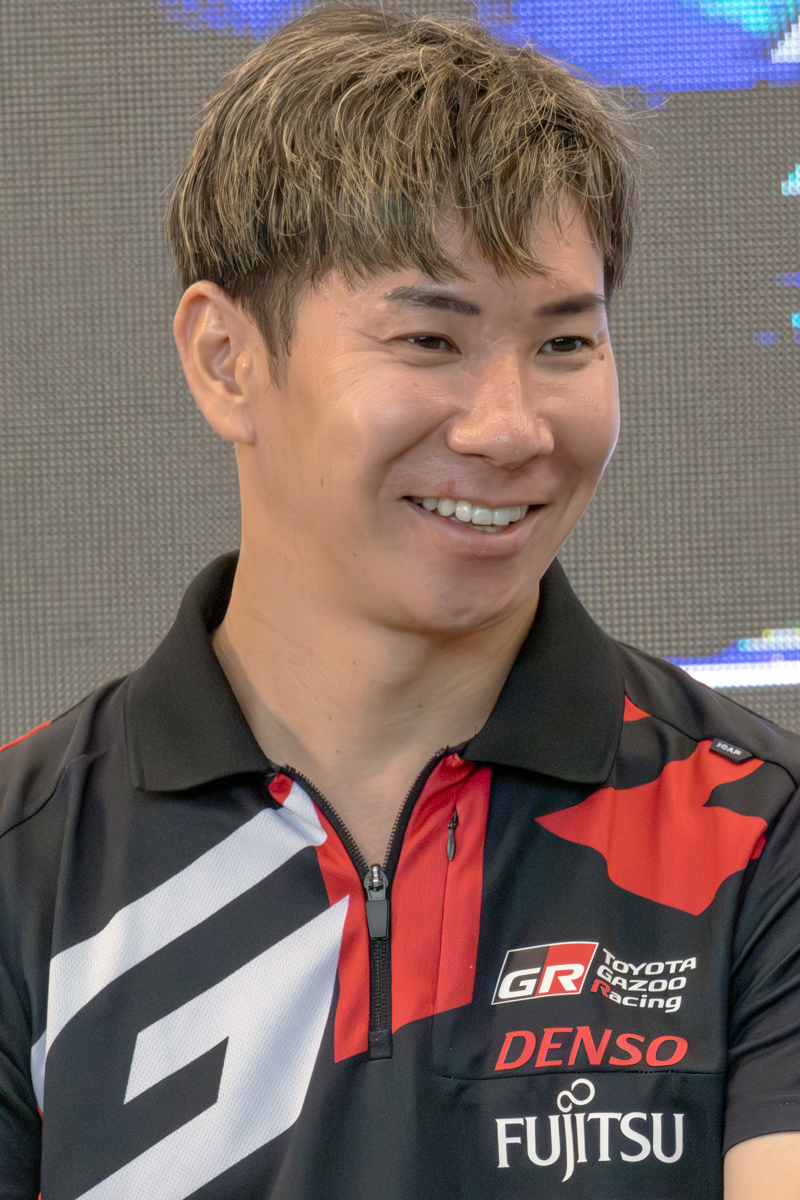
Kamui Kobayashi (* 1986)

- Kobayashi, Daichi (* 1999), japanischer Fußballspieler
- Kobayashi, Daigo (* 1983), japanischer Fußballspieler
- Kobayashi, Eitaku (1843–1890), japanischer Ukiyo-e-Künstler und Nihonga-Maler
- Kobayashi, George (* 1947), japanischer Fußballspieler
- Kobayashi, Hidemasa (* 1994), japanischer Fußballspieler
- Kobayashi, Hideo (1902–1983), japanischer Schriftsteller und Literaturkritiker
- Kobayashi, Hirokazu (1929–1998), japanischer Aikido-Großmeister
- Kobayashi, Hiroki (* 1977), japanischer Fußballspieler
- Kobayashi, Hiroshi (* 1944), japanischer Boxer und Weltmeister der Verbände WBC und WBA
- Kobayashi, Hiroshi (* 1959), japanischer Fußballspieler
- Kobayashi, Hiroyuki (* 1980), japanischer Fußballspieler
- Kobayashi, Honoka (* 2000), japanische Tennisspielerin
- Kobayashi, Ichizō (1873–1957), japanischer Geschäftsmann
- Kobayashi, Ikuhide, japanischer Ukiyo-e-Künstler der Meiji-Zeit
- Kobayashi, Issa (1763–1828), japanischer Dichter
- Kobayashi, Iwana (* 1996), japanischer Fußballspieler
- Kobayashi, Jun (* 1999), japanischer Fußballspieler
- Kobayashi, Junshirō (* 1991), japanischer Skispringer
- Kobayashi, Kahaku (1896–1943), japanischer Maler der Nihonga-Richtung
- Kobayashi, Kai (* 1993), japanischer Leichtathlet
- Kobayashi, Kamui (* 1986), japanischer AutomobilrennfahrerKamui Kobayashi (* 1986)
- Kobayashi, Kan (* 1999), japanischer Fußballspieler
- Kobayashi, Kanji (1892–1974), japanischer Maler der Nihonga-Richtung
- Kobayashi, Kaori (* 1981), japanische Jazz-Saxophonistin und Flötistin
- Kobayashi, Keita (* 2003), japanischer Fußballspieler
- Kobayashi, Ken’ichirō (* 1940), japanischer Dirigent und Komponist
- Kobayashi, Kiyochika (1847–1915), japanischer Holzschnitt-Künstler der Ukiyoe-Richtung
- Kobayashi, Kōji (1907–1996), japanischer Unternehmer in der Elektrobranche
- Kobayashi, Kōji (* 1957), japanischer Boxer im Fliegengewicht
- Kobayashi, Kokei (1883–1957), japanischer Maler
- Kobayashi, Makoto (* 1944), japanischer Physiker
- Kobayashi, Makoto (* 1958), japanischer Manga-Zeichner
- Kobayashi, Mao (* 1999), japanischer Fußballspieler
- Kobayashi, Masaki (1916–1996), japanischer Drehbuchautor und RegisseurMasaki Kobayashi (1916–1996)

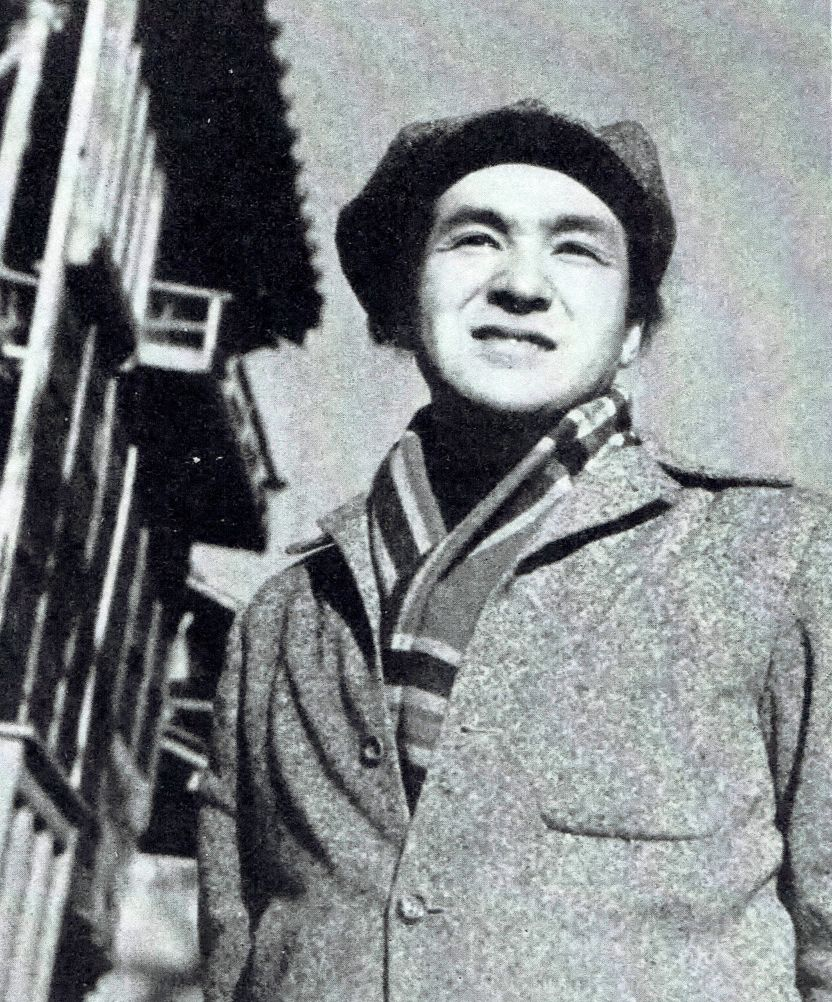
Masaki Kobayashi (1916–1996)

- Kobayashi, Masami (1890–1977), japanischer Admiral
- Kobayashi, Masamitsu (* 1978), japanischer Fußballspieler
- Kobayashi, Mayu (* 1996), japanische Sprinterin
- Kobayashi, Mika (* 1995), japanische Leichtathletin
- Kobayashi, Miki (* 1987), japanische Biathletin und Skilangläuferin
- Kobayashi, Minoru (* 1976), japanischer Fußballspieler
- Kobayashi, Misaki (* 1990), japanische Squashspielerin
- Kobayashi, Miyuki (* 1967), japanische Kanusportlerin
- Kobayashi, Nobuaki (1942–2019), japanischer Karambolagespieler
- Kobayashi, Norihito (* 1982), japanischer Nordischer Kombinierer
- Kobayashi, Rikako (* 1997), japanische Fußballspielerin
- Kobayashi, Riku (* 1999), japanischer Fußballspieler
- Kobayashi, Riku (* 2001), japanischer Fußballspieler
- Kobayashi, Ryō (* 1982), japanischer Fußballspieler
- Kobayashi, Ryōsei (* 1994), japanischer Squashspieler
- Kobayashi, Ryōta (* 1988), japanischer Fußballspieler
- Kobayashi, Ryōyū (* 1996), japanischer SkispringerRyōyū Kobayashi (* 1996)

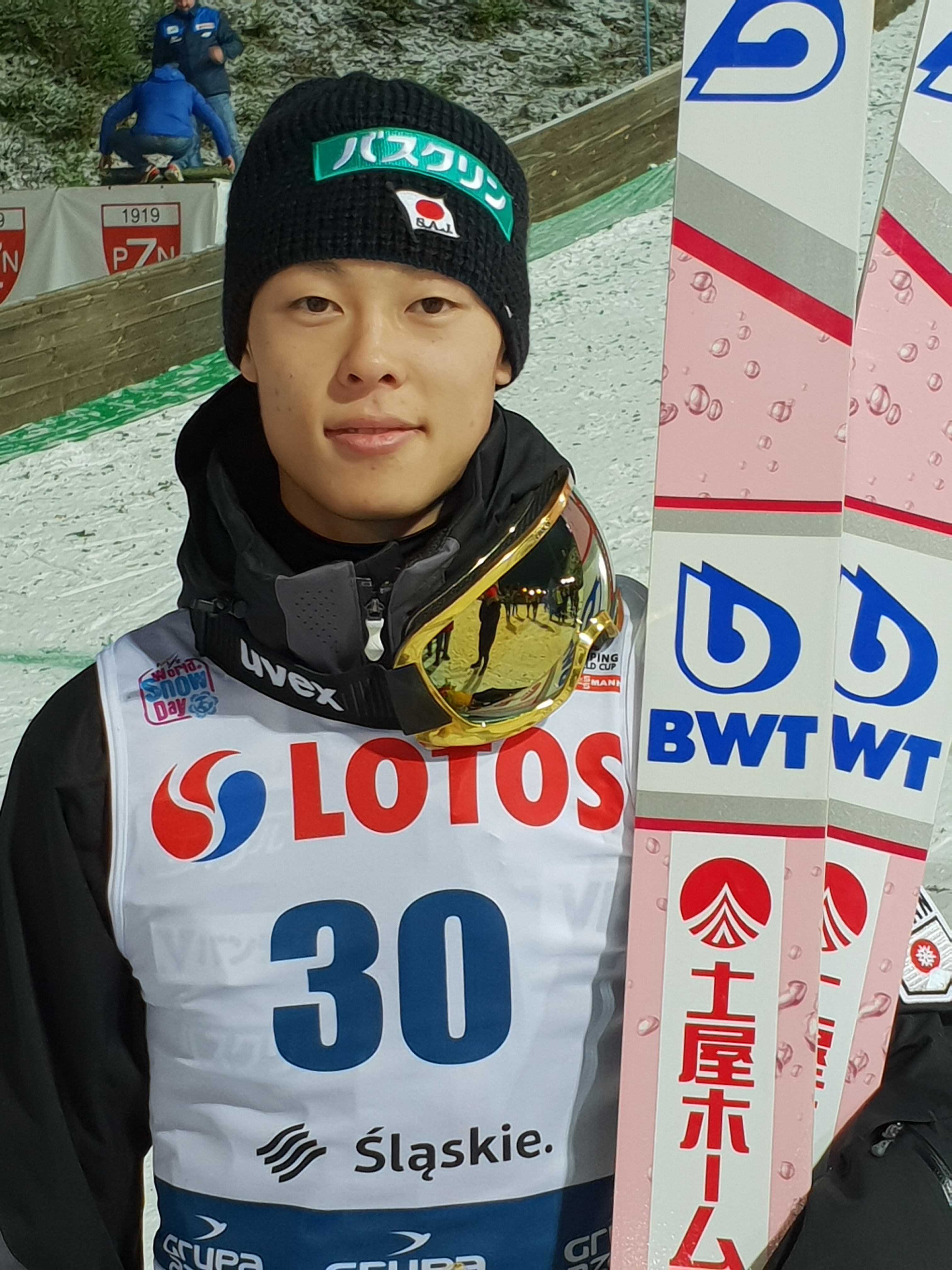
Ryōyū Kobayashi (* 1996)

- Kobayashi, Sachiko (* 1953), japanische Sängerin und Schauspielerin
- Kobayashi, Sakutarō (* 2000), japanischer nordischer Kombinierer
- Kobayashi, Satoru (* 1973), japanischer Fußballspieler
- Kobayashi, Seigō (* 1994), japanischer Fußballspieler
- Kobayashi, Seizō (1877–1962), japanischer Admiral, Minister und Generalgouverneur von Taiwan
- Kobayashi, Shinji (* 1960), japanischer Fußballspieler
- Kobayashi, Shōshichi (1932–2012), japanischer Mathematiker
- Kobayashi, Shōta (* 1991), japanischer Fußballspieler
- Kobayashi, Shūji (* 1939), japanischer Eisschnellläufer
- Kobayashi, Sumio (* 1982), japanischer Komponist der zeitgenössischen Musik
- Kobayashi, Tadao (* 1930), japanischer Fußballspieler
- Kobayashi, Tadashi (* 1941), japanischer Kunstwissenschaftler
- Kobayashi, Taijirō, japanischer Ukiyo-e-Verleger
- Kobayashi, Takako (* 1968), japanische Judoka
- Kobayashi, Takamichi (* 1979), japanischer Fußballspieler
- Kobayashi, Takao (* 1961), japanischer Amateurastronom
- Kobayashi, Takashi (* 1963), japanischer Ringer
- Kobayashi, Takashi (* 1987), japanischer Rennfahrer
- Kobayashi, Takayuki (* 1974), japanischer Politiker
- Kobayashi, Takeru (* 1978), japanischer WettkampfesserTakeru Kobayashi (* 1978)

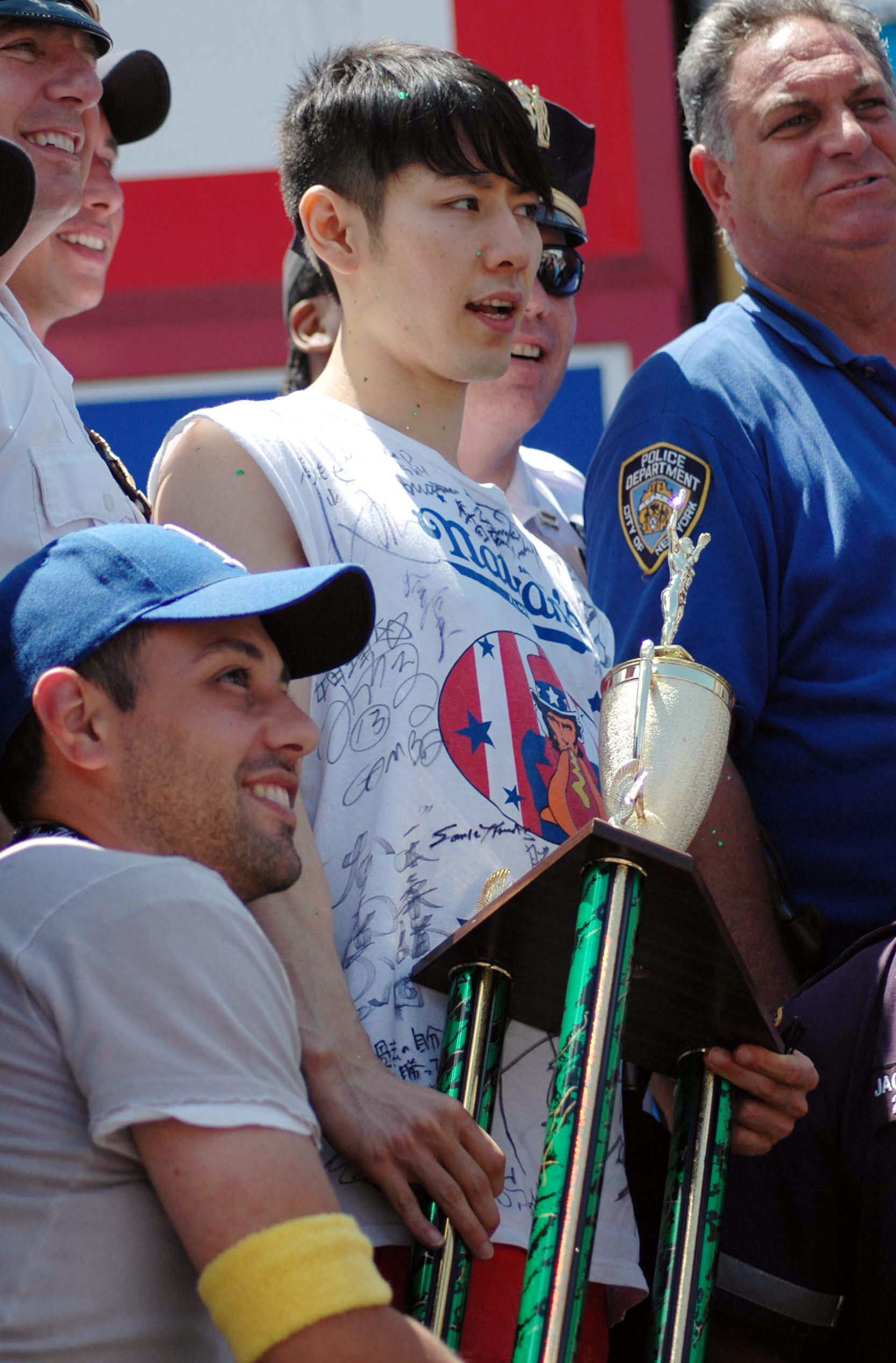
Takeru Kobayashi (* 1978)

- Kobayashi, Takiji (1903–1933), japanischer Autor proletarischer Literatur
- Kobayashi, Tamai (* 1965), japanisch-kanadische Schriftstellerin, Drehbuchautorin, Herausgeberin und LGBT-Aktivistin
- Kobayashi, Tatsuki (* 1985), japanischer Fußballspieler
- Kobayashi, Teiichi (1901–1996), japanischer Geologe, Paläontologe und Zoologe
- Kobayashi, Teruaki (* 1979), japanischer Fußballspieler
- Kobayashi, Tetsujirō, japanischer Ukiyo-e-Verleger
- Kobayashi, Tomomitsu (* 1995), japanischer Fußballspieler
- Kobayashi, Toshiaki (* 1948), japanischer Philosoph
- Kobayashi, Toshiyuki (* 1962), japanischer Mathematiker
- Kobayashi, Utako, japanische Badmintonspielerin
- Kobayashi, Yasutaka (* 1980), japanischer Fußballspieler
- Kobayashi, Yayoi (* 1981), japanische Fußballspielerin
- Kobayashi, Yōichi (* 1953), japanischer Jazzmusiker
- Kobayashi, Yoshinori (* 1953), japanischer Mangaka
- Kobayashi, Yoshiyuki (* 1978), japanischer Fußballspieler
- Kobayashi, Yōsuke (* 1983), japanischer Fußballspieler
- Kobayashi, Yōtarō (1933–2015), japanischer Unternehmer
- Kobayashi, Yū (* 1987), japanischer Fußballspieler
- Kobayashi, Yugo (* 1995), japanischer Badmintonspieler
- Kobayashi, Yūka (* 1994), japanische Bahnradsportlerin
- Kobayashi, Yuka (* 1994), japanische Skispringerin
- Kobayashi, Yuki (* 1987), japanische Skilangläuferin
- Kobayashi, Yūki (* 1988), japanischer Fußballspieler
- Kobayashi, Yūki (* 1992), japanischer Fußballspieler
- Kobayashi, Yūki (* 2000), japanischer Fußballspieler
- Kobayashi, Yukiko (* 1946), japanische Schauspielerin
- Kobayashi, Yumiko (* 1979), japanische Synchronsprecherin (Seiyū)
- Kobayashi, Yuriko (* 1988), japanische Mittel- und Langstreckenläuferin
- Kobayashi, Yūsuke (* 1983), japanischer Fußballspieler
- Kobayashi, Yūsuke (* 1994), japanischer Fußballspieler
- Kobayashi, Yūzō (* 1985), japanischer Fußballspieler

### Kobb
- Kobbe, Friedrich-Carl (1892–1957), deutscher Schriftsteller, Journalist, Theater- und Hörspielregisseur
- Kobbe, George G. (1902–1934), deutscher Illustrator
- Kobbé, Gustav (1857–1918), US-amerikanischer Kunst- und Musikkritiker
- Kobbe, Peter von (1793–1844), deutscher Autor, Schriftsteller und Bürgermeister
- Kobbe, Theodor von (1798–1845), deutscher Jurist, Menschenrechtler und Schriftsteller
- Kobbé, Wilhelm August (1802–1881), deutscher Diplomat
- Kobbé, William (1840–1931), US-amerikanischer Offizier, zuletzt Generalmajor; Militärgouverneur von Mindanao und Joló (1900)
- Kobbelt, Leif (* 1966), deutscher Informatiker und Hochschullehrer, Spezialgebiet Computergrafik
- Köbberling, Anna (* 1967), deutsche Politikerin (SPD), MdLAnna Köbberling (* 1967)

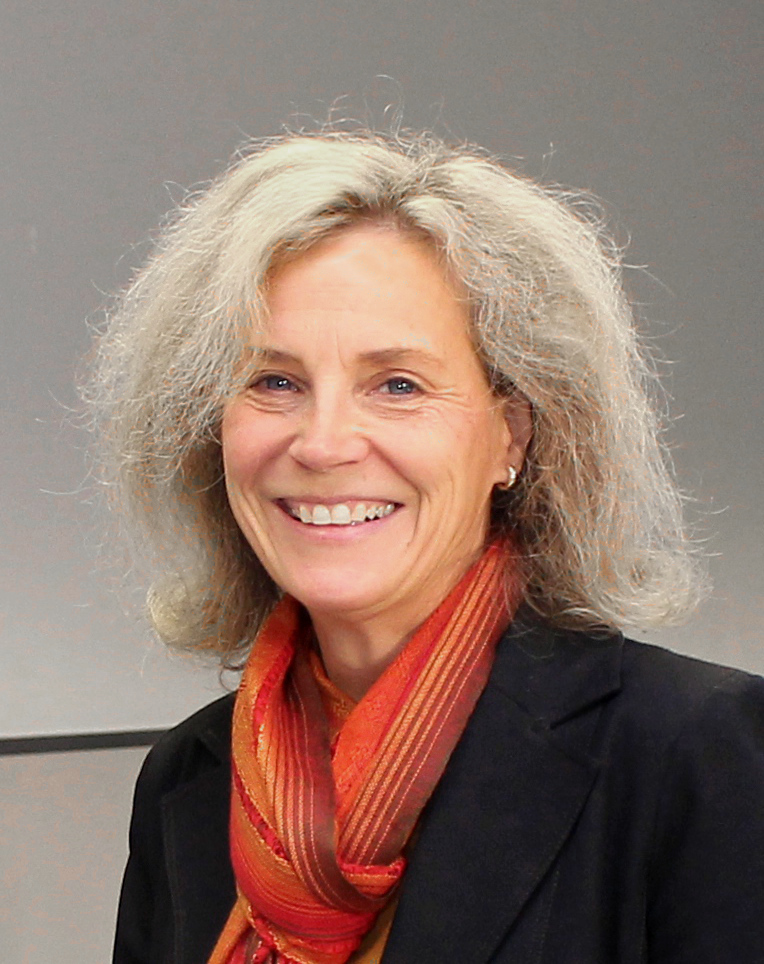
Anna Köbberling (* 1967)

- Köbberling, Folke (* 1969), deutsche Künstlerin und Hochschullehrerin
- Köbberling, Heinrich (* 1967), deutscher Jazzmusiker (Schlagzeug, Komposition)
- Köbberling, Johannes (* 1940), deutscher Arzt
- Kobberø, Finn (1936–2009), dänischer Badmintonspieler
- Kobbert, Erwin (1909–1969), deutscher Bildhauer
- Köbbert, Horst (1928–2014), deutscher Entertainer, Sänger und Fernsehmoderator
- Köbbert, Katrin Katz (* 1987), deutsche Schauspielerin
- Kobbert, Max J. (* 1944), deutscher Spieleautor und Professor für Wahrnehmungspsychologie

### Kobe
- Kobe von Koppenfels, Johann Sebastian (1699–1765), Jurist und Wirklicher Geheimer Rat in Sachsen-Hildburghausen
- Kobe, Boris (1905–1981), slowenischer Architekt, Maler, Designer
- Köbe, Frank (* 1961), deutscher Schauspieler und Theaterregisseur
- Kobe, Martin (* 1973), deutscher Maler
- Kobe, Willi (1899–1995), Schweizer evangelischer Geistlicher und Friedensaktivist
- Kobeck-Peters, Margit (* 1933), deutsche Opernsängerin der Stimmlage Mezzosopran und Gesangspädagogin
- Kobeckaitė, Halina (* 1939), litauische Diplomatin
- Kobek, Günter (1962–2016), deutscher Radsportler
- Kobekina, Anastassija Wladimirowna (* 1994), russische Cellistin
- Kobel, Alfred (1925–2011), Schweizer Bildender Künstler und Kunstpädagoge
- Kobel, Elisabeth (* 1967), österreichische Balletttänzerin, Choreographin und Tanzpädagogin
- Kobel, Fritz (1896–1981), Schweizer Obst-, Wein-, Gemüse- und Gartenbauwissenschaftler
- Kobel, Gregor (* 1997), Schweizer FussballtorhüterGregor Kobel (* 1997)

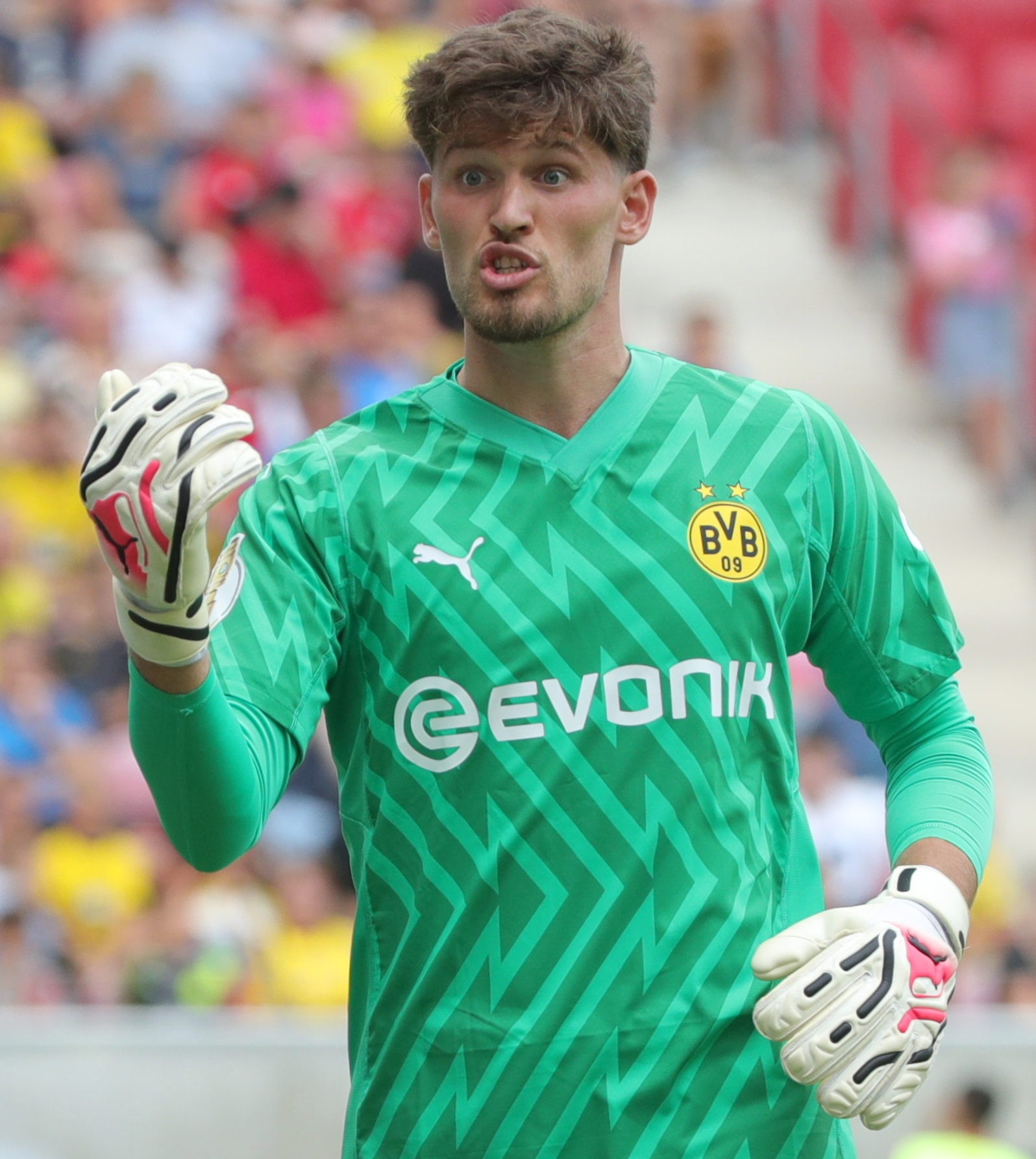
Gregor Kobel (* 1997)

- Kobel, Heinz-Dieter (* 1955), deutscher Fußballspieler
- Köbel, Jakob (1462–1533), Stadtschreiber, Buchdrucker, Verleger, mathematischer Schriftsteller
- Kobel, Maria (1897–1996), deutsche Chemikerin und Abteilungsleiterin im Kaiser-Wilhelm-Institut für Biochemie
- Kobel, Michael (* 1961), deutscher Teilchenphysiker
- Köbel, Nils (* 1977), deutscher Erziehungswissenschaftler und Podcaster
- Kobel, Oskar (1868–1944), deutscher Lehrer und Publizist
- Kobel, Otto (1919–2002), deutscher Regisseur
- Kobel, Rona (* 1982), deutsche Künstlerin
- Kobel, Stefan (* 1974), Schweizer Beachvolleyball-Spieler
- Köbel, Walter Klaus (1918–1965), deutscher Politiker (SPD), MdL
- Köbele, Albert (1909–1982), deutscher Genealoge und Heimatforscher
- Köbele, Bruno (* 1934), deutscher Gewerkschafter
- Köbele, Patrik (* 1962), deutscher DKP-Vorsitzender
- Köbele, Susanne (* 1960), deutsche Literaturwissenschaftlerin und Hochschullehrerin
- Kobelew, Alexei Alexandrowitsch (* 1971), russischer Biathlet
- Kobelew, Iwan (* 1739), russischer Kosak, Entdecker und Dolmetscher
- Kobelew, Waleri Wladimirowitsch (* 1973), russischer Skispringer
- Kobelinski, Hans (1900–1937), deutscher Nationalsozialist
- Kobelius, Johann Augustin (1674–1731), deutscher Komponist und Kapellmeister
- Kobelka, Kendra (* 1967), kanadische Skirennläuferin
- Kobelkoff, Nikolai (1851–1933), russischer Schausteller
- Kobell, Egid von (1772–1847), bayerischer Staatsrat
- Kobell, Ferdinand (1740–1799), deutscher Maler und Kupferstecher
- Kobell, Franz (1749–1822), Maler, Radierer und Zeichner
- Kobell, Franz von (1803–1882), deutscher Mineraloge und SchriftstellerFranz von Kobell (1803–1882)

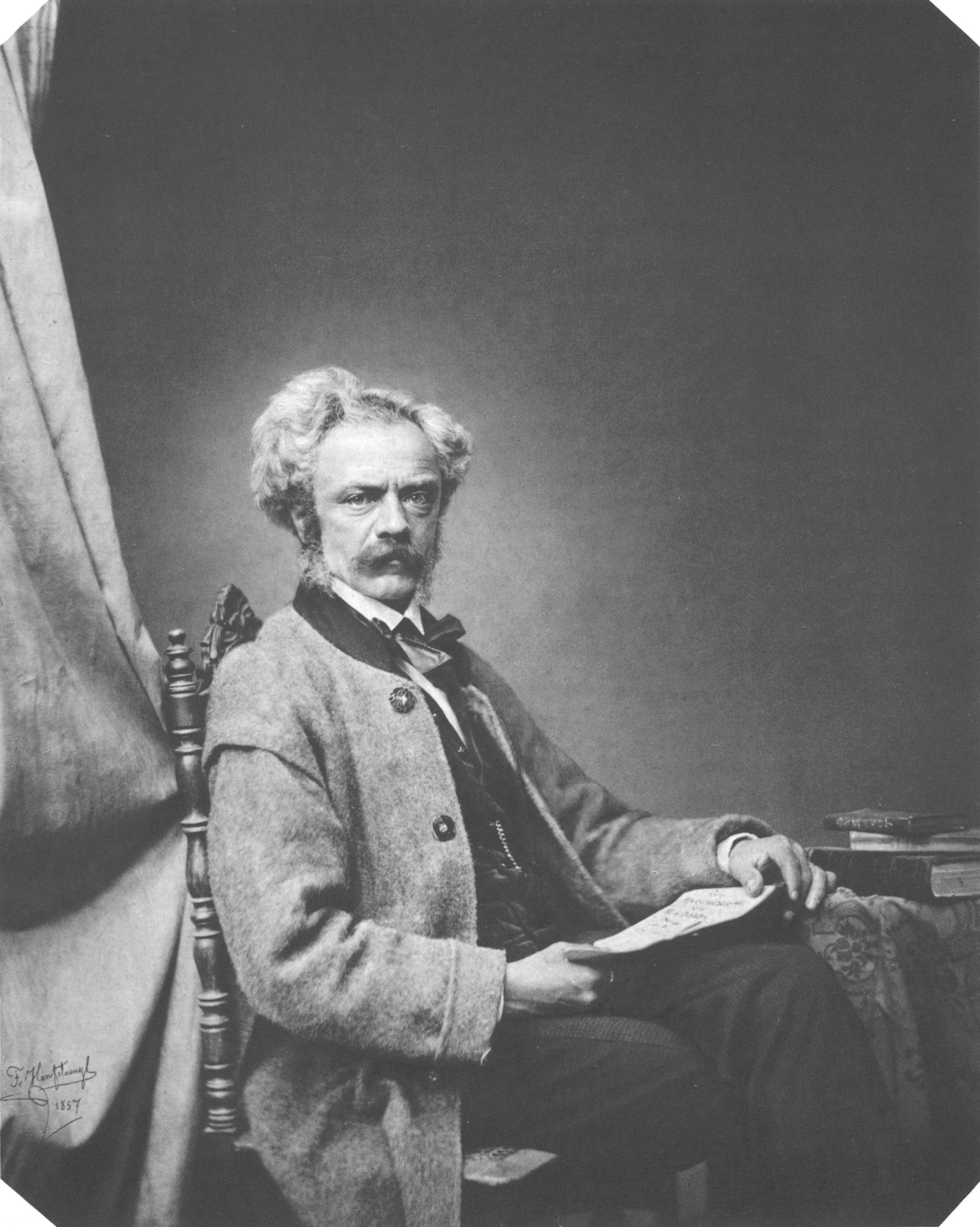
Franz von Kobell (1803–1882)

- Kobell, Franziska, deutsche Kalligraphin
- Kobell, Hendrik (1751–1779), niederländischer Marinemaler, Zeichner und Radierer
- Kobell, Ludwig von (1840–1907), bayerischer Verwaltungs- und Hofbeamter
- Kobell, Luise von (1827–1901), deutsche Schriftstellerin
- Kobell, Stina (1909–2012), deutsche Kunsthistorikerin
- Kobell, Wilhelm von (1766–1853), deutscher Maler und Radierer
- Kobelt, Georg Ludwig (1804–1857), deutscher Anatom
- Kobelt, Karl (1891–1968), Schweizer Politiker (FDP)Karl Kobelt (1891–1968)

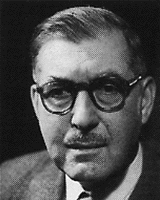
Karl Kobelt (1891–1968)

- Kobelt, Madeleine (* 1992), US-amerikanische Tennisspielerin
- Kobelt, Peter (* 1990), US-amerikanischer Tennisspieler
- Kobelt, Roberto (* 1976), deutscher Politiker (Bündnis 90/Die Grünen), MdL
- Kobelt, Wilhelm (1840–1916), deutscher Arzt, Professor und Zoologe, speziell Malakologe
- Kobelt, Wilhelm (1865–1927), deutscher Politiker (NLP, DDP), MdR
- Kobelt-Groch, Marion (1955–2018), deutsche Historikerin
- Kobentar, Janko (* 1940), jugoslawischer Skilangläufer
- Kober, Adolf (1879–1958), deutschamerikanischer Rabbiner und Historiker
- Kober, Alfred (1885–1963), Schweizer Verleger und Journalist
- Kober, Alice (1906–1950), US-amerikanische Altphilologin und Archäologin
- Kober, Amelie (* 1987), deutsche Snowboarderin
- Kober, Annegret (* 1957), deutsche Schwimmerin
- Kober, Axel (* 1970), deutscher Kapellmeister und Generalmusikdirektor
- Kober, Birgit (* 1971), deutsche Leichtathletin im Behindertensport
- Kober, Carsten (* 1967), deutscher Fußballspieler
- Kober, Dieter (1920–2015), deutsch-amerikanischer Dirigent, Musikdirektor und Musikpädagoge
- Kober, Egon (1877–1945), österreichischer Politiker (fraktionslos), Mitglied des Bundesrates
- Kober, Erich (1885–1955), deutsch-österreichischer Schauspieler, Filmregisseur und Drehbuchautor
- Kober, Franz von (1821–1897), deutscher katholischer Theologe, Priester und Professor für Katholische Theologie an der Universität Tübingen
- Kober, Friedhelm (* 1944), deutscher Chemiker und Hochschullehrer
- Kober, Gustav (1849–1920), österreichisch-deutscher Schauspieler
- Kober, Hainer (* 1942), deutscher Übersetzer
- Köber, Helene (* 1825), deutschbaltische Genremalerin und Porträtmalerin
- Kober, Helmfried (* 1965), deutscher Kameramann und Ingenieur
- Kober, Henning (* 1981), deutscher Schriftsteller und Journalist
- Kober, Herbert (* 1933), deutscher Unternehmer
- Kober, Herbert (* 1974), österreichischer Politiker (FPÖ), Abgeordneter zum Landtag Steiermark
- Kober, Hermann (1888–1973), deutsch-britischer Mathematiker
- Kober, Horst (1937–2013), deutscher Politiker (PDS), Oberbürgermeister und MdVK
- Kober, Ignaz (1756–1813), österreichischer Orgelbauer
- Kober, Immanuel Gottlob (1801–1870), deutscher Verwaltungsjurist, württembergischer Oberamtmann
- Kober, Ingo (* 1942), deutscher Staatssekretär, dritter Präsident des Europäischen Patentamtes
- Kober, Jeff (* 1953), US-amerikanischer SchauspielerJeff Kober (* 1953)

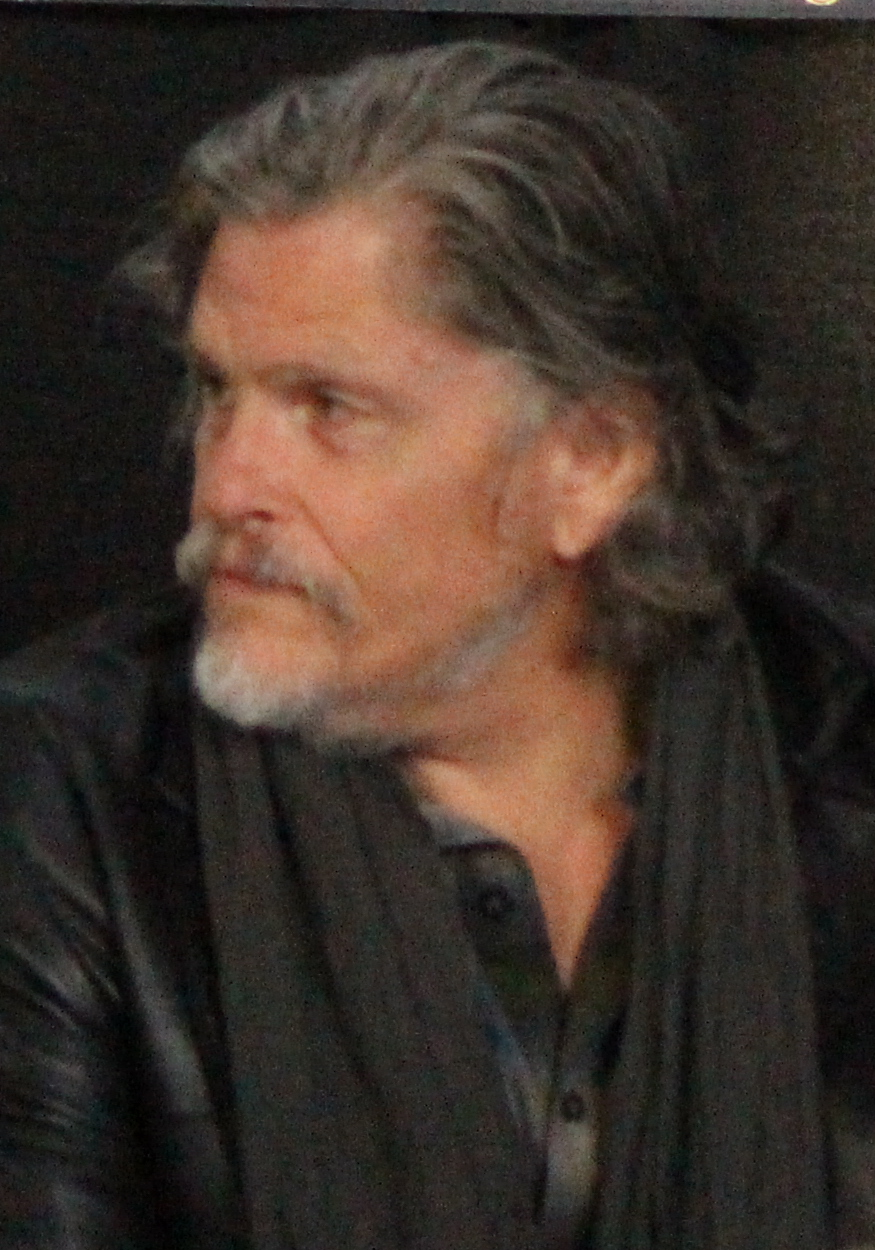
Jeff Kober (* 1953)

- Köber, Johann C. (* 1956), deutscher Autor, Redner, Unternehmer und Steuerberater
- Köber, Johann Friedrich (1717–1786), Syndikus und Mitglied der Unitätsältestenkonferenz der Herrnhuter Brüdergemeine
- Kober, Johann Pankraz (1796–1832), deutscher Maler
- Kober, Johannes (1840–1896), deutscher Apotheker und Zoologe
- Kober, Joseph (1823–1874), deutscher Maler der Nazarener
- Kober, Julius (1894–1970), deutscher Heimatforscher, Schriftsteller
- Kober, Karel Bohuš (1849–1890), tschechischer Verleger und Schriftsteller
- Kober, Karl Max (1930–1987), deutscher Kunsthistoriker und Kulturfunktionär der DDR
- Kober, Kristina (* 1989), deutsche Fußballspielerin
- Kober, Lars (* 1976), deutscher Kanute
- Kober, Leopold (1883–1970), österreichischer Geologe
- Kober, Manfred (* 1945), deutscher Zahnarzt und Politiker (CDU), MdVK
- Kober, Margot (* 1965), österreichische Skilangläuferin
- Kober, Martin (* 1550), schlesischer Maler
- Kober, Pascal (* 1971), deutscher Theologe und Politiker (FDP), MdBPascal Kober (* 1971)

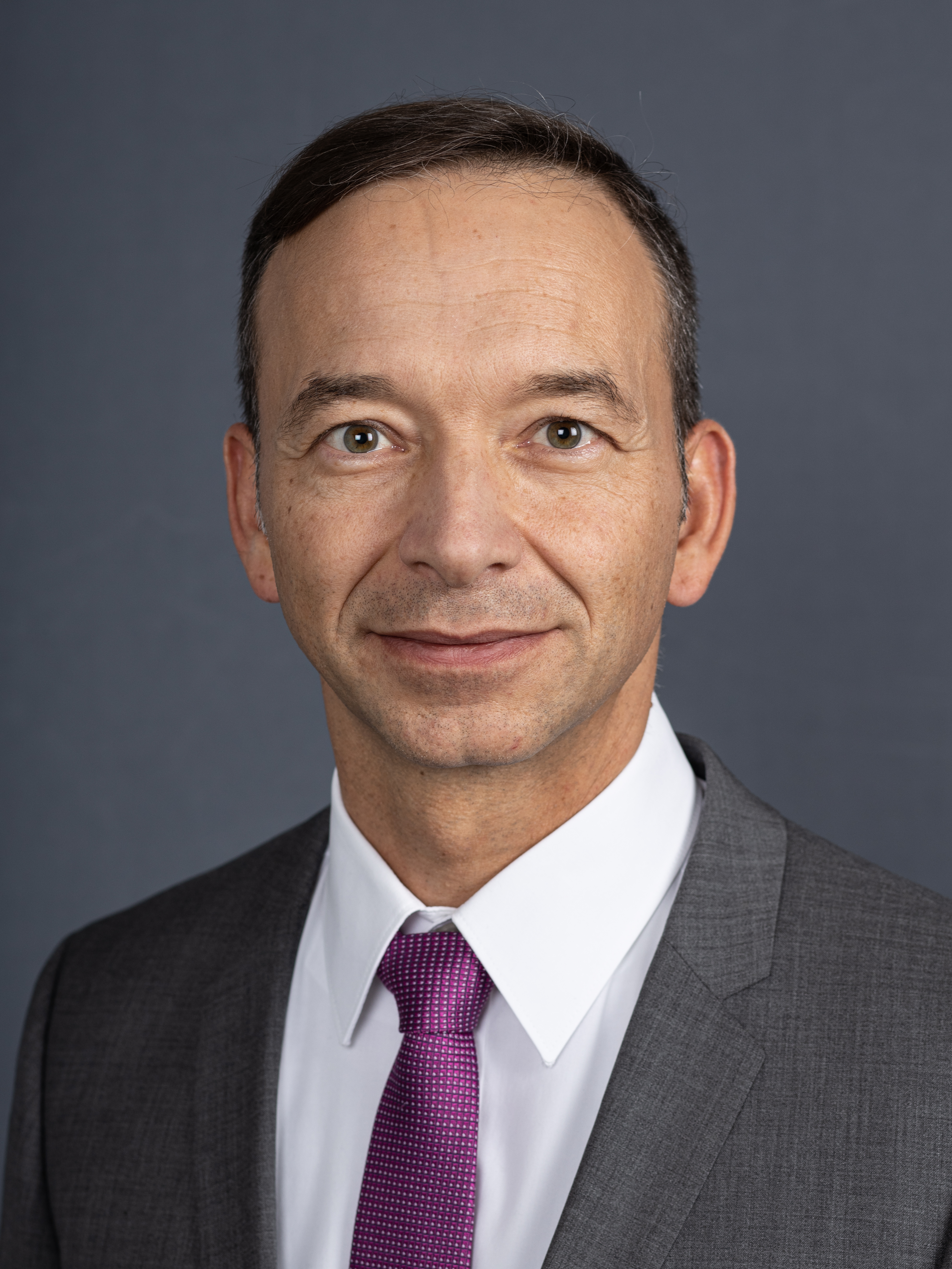
Pascal Kober (* 1971)

- Kober, Paula (* 1994), deutsche Schauspielerin
- Kober, Ralf (* 1954), deutscher Schauspieler und Hörspielsprecher
- Kober, Rudolf (* 1928), deutscher Kunstpädagoge, Kunsthistoriker und Hochschullehrer, MdV
- Köber, Sebastian (* 1979), deutscher Boxer
- Köber, Stefan (* 1984), deutscher Boxer
- Kober, Theodor (1865–1930), deutscher Ingenieur, Luftschiffkonstrukteur und Mitarbeiter Zeppelins
- Köber, Thomas (* 1956), deutscher Polizist und Polizeipräsident von Mannheim
- Kober, Uwe (* 1961), deutscher Fußballspieler
- Kober, Waldemar (1898–1955), deutscher Konteradmiral (Ing.) der Kriegsmarine
- Kober, Wolfram (* 1950), deutscher Science-Fiction-Autor
- Kober-Dehm, Helga (* 1962), deutsche Juristin
- Kobéra, Walter (* 1956), österreichischer Dirigent und Intendant
- Koberch, Jürgen, Bildschnitzer
- Köberer, Wolfgang (* 1949), deutscher Strafverteidiger und Navigationshistoriker
- Koberg, August (1885–1940), tschechoslowakischer Politiker der deutschen Minderheit
- Koberg, Heinz (1914–2013), deutscher Redakteur, Foto-Chronist, Autor und Dokumentarfilmer
- Koberg, Jutta (* 1928), deutsche Hebamme
- Koberger, Anton († 1513), deutscher Buchdrucker, Verleger und Buchhändler
- Koberger, Gebhard (1909–1997), österreichischer Augustiner-Chorherr, Propst, Generalabt und Abtprimas
- Koberidse, Alexandre (* 1984), georgischer Filmregisseur, Drehbuchautor und SchauspielerAlexandre Koberidse (* 1984)

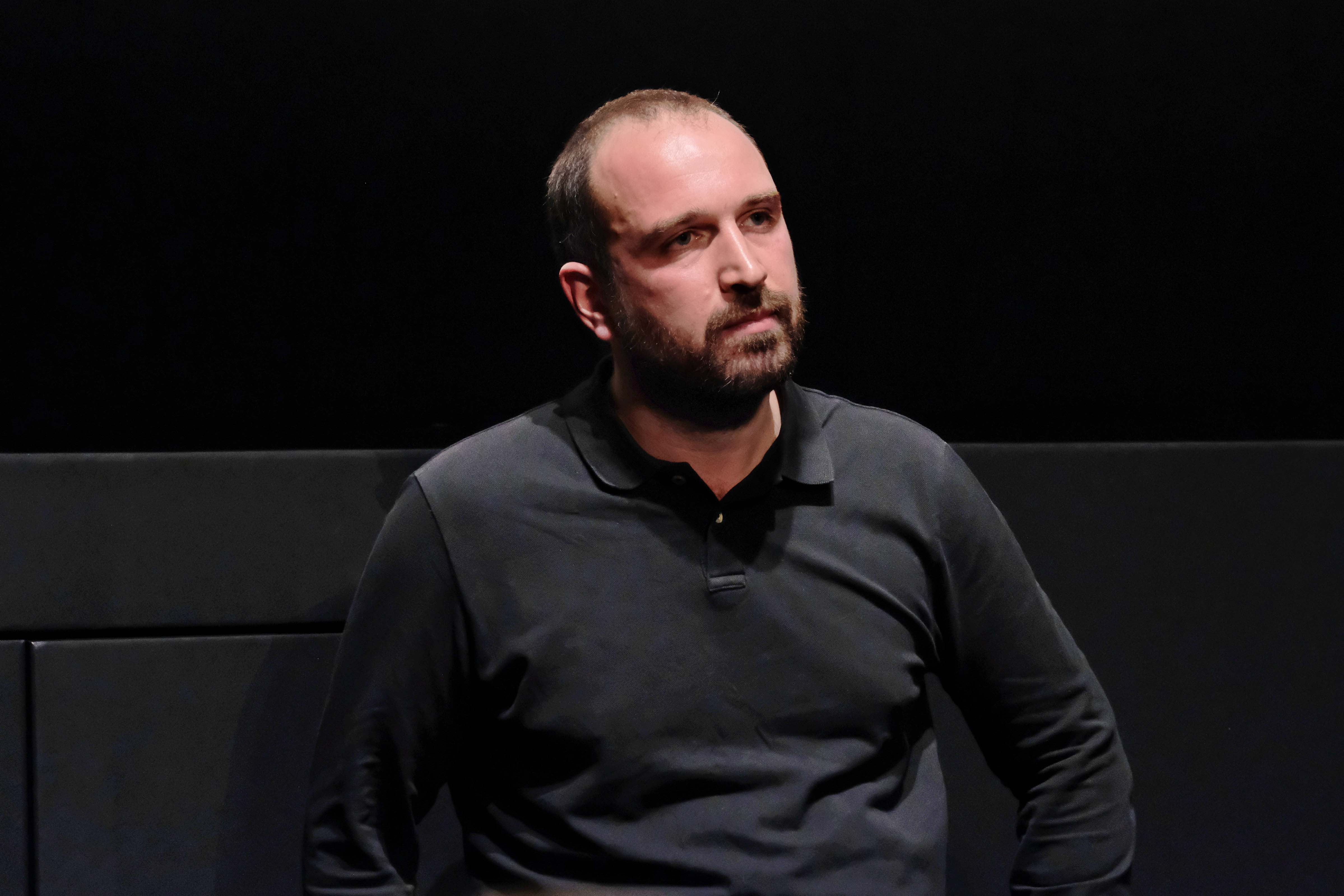
Alexandre Koberidse (* 1984)

- Koberidse, Konstantin (1917–1964), sowjetischer Ringer
- Koberidse, Otar (1924–2015), sowjetischer bzw. georgischer Schauspieler, Regisseur und Drehbuchautor
- Köberl, Albert (1963–2021), deutscher Architekt
- Köberl, Christian (* 1959), österreichischer Geochemiker, Direktor des Naturhistorischen Museums Wien
- Köberl, Gunter (* 1952), österreichischer Operettensänger (Tenor)
- Köberl, Günther (* 1964), österreichischer Lehrer und Politiker (ÖVP), Landtagsabgeordneter, Mitglied im Österreichischen Bundesrat
- Köberl, Johanna (* 1965), österreichische Politikerin (SPÖ), Mitglied des Bundesrates
- Köberl, Rainer (* 1956), österreichischer Architekt
- Köberl, Wolfram (1927–2020), österreichischer Maler und Bildhauer
- Köberle, Adolf (1898–1990), deutscher evangelischer Theologe, Studienrat, Missionsleiter und Professor für Systematische Theologie
- Köberle, Georg (1819–1898), deutscher Schriftsteller und Dramaturg
- Köberle, Heinrich (1946–2023), deutscher Rennrollstuhlfahrer
- Köberle, Josef (1900–1978), württembergischer Landwirt und Politiker (Zentrum, CDU)
- Köberle, Justus (1871–1908), deutscher evangelischer Geistlicher und Hochschullehrer
- Köberle, Klaus (1931–2008), deutscher Politiker (BHE, CDU), MdL
- Köberle, Korbinian (* 1924), deutscher Regisseur, Drehbuchautor und Schauspieler
- Köberle, Michael (* 1965), deutscher Politiker (CDU) und Landrat
- Köberle, Paul von (1866–1948), bayerischer Generalleutnant
- Köberle, Rudolf (* 1953), deutscher Politiker (CDU), MdL
- Köberle, Walter (* 1949), deutscher Eishockeyspieler und -trainer; Buchautor
- Köberlein, Alex (* 1951), deutscher Musiker, Mitbegründer von Grachmusikoff und SchwoißfuaßAlex Köberlein (* 1951)

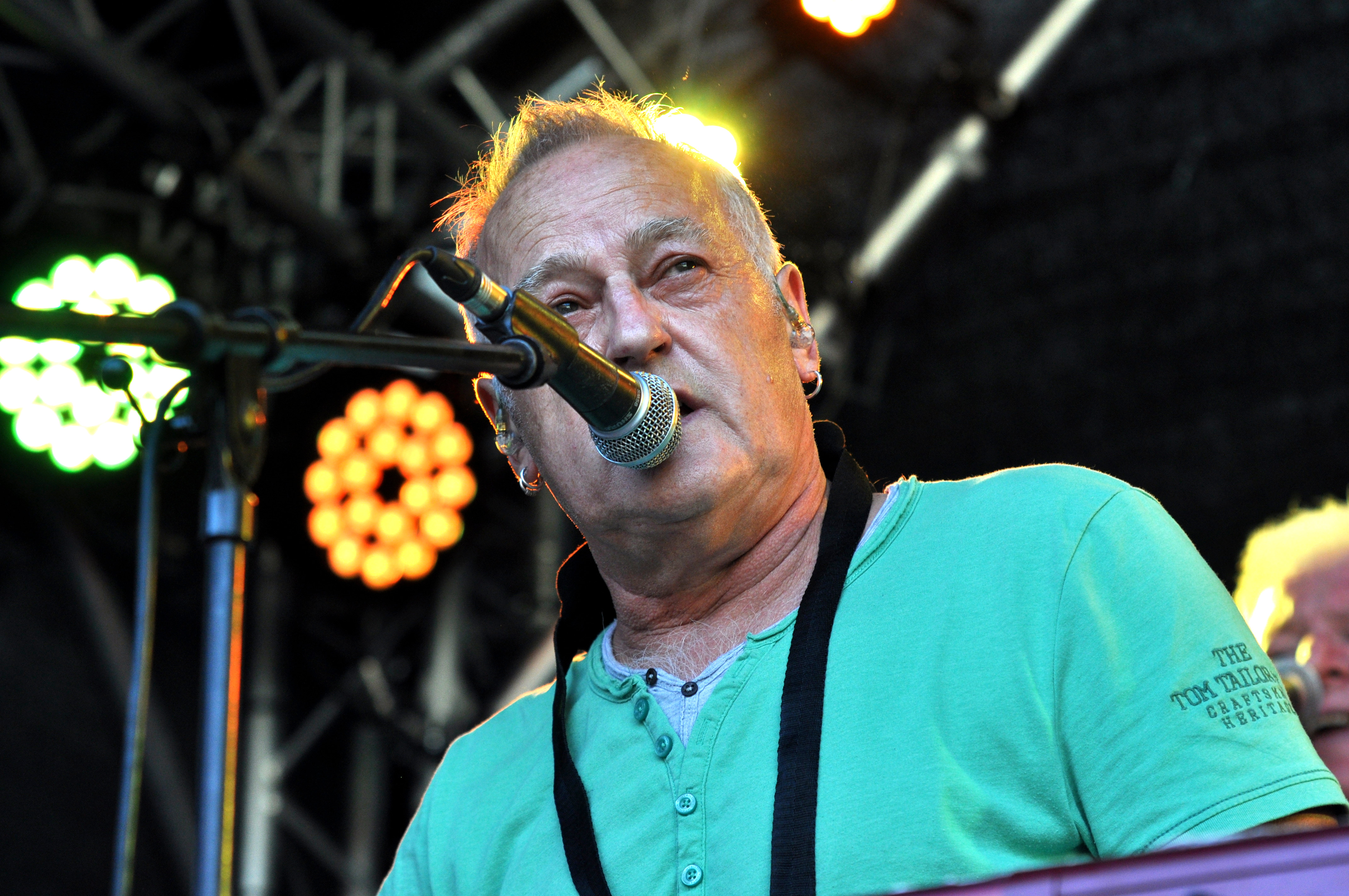
Alex Köberlein (* 1951)

- Köberlein, Friedrich (1885–1964), deutscher SS-Führer
- Köberlein, Jürgen (1958–2006), deutscher Fußballspieler
- Köberlein, Silke, deutsche Kauffrau
- Köberlin, Christoph Ludwig (1794–1862), deutscher evangelisch-reformierter Pfarrer und Botaniker
- Köberlin, Johann Georg, deutscher Jurist und Gesandter bei den Westfälischen Friedensverhandlungen
- Koberling, Bernd (* 1938), deutscher Maler der Neuen Wilden
- Kobern, Johann Lutter von († 1536), kurfürstlicher Vogt und Raubritter
- Köbernick, Uta (* 1976), deutsche Schauspielerin, Kabarettistin und Liedermacherin
- Koberstein, Bernd (* 1952), deutscher neuapostolischer Geistlicher
- Koberstein, Berndt (1956–1986), deutscher Gewerkschafter und Kommunist
- Koberstein, Hans (1864–1945), deutscher Historien- und Dekorationsmaler, Grafiker und Kunstgewerbler
- Koberstein, Karl August (1797–1870), deutscher Schulmann und Germanist
- Koberstein, Karl Ferdinand (1836–1899), deutscher Schauspieler und Dramaturg
- Koberstein, Karl-Heinz (* 1956), deutscher Fußballspieler
- Kobert, Rudolf (1854–1918), deutscher Medizinhistoriker und Pharmakologe
- Koberwein, Georg (1820–1876), österreichischer Maler und Fotograf
- Koberwein, Marie Emilie Auguste (1819–1895), deutsch-österreichische Theaterschauspielerin
- Koberwein, Wenzel († 1841), Juwelier und Kaufmann
- Kobes, Karl (1869–1950), österreichischer Maschinenbauer und Hochschullehrer
- Kobešćak, Vjekoslav (* 1974), kroatischer Wasserballspieler
- Kobešćak, Zdenko (* 1943), jugoslawischer Fußballspieler
- Kobese, Watu (* 1973), südafrikanischer Schachspieler
- Kobessow, Dawid Bidsinajewitsch (* 2000), russischer Fußballspieler
- Kobetić, Andrea (* 1985), kroatische Handballspielerin

### Kobh
- Kobhio, Bassek Ba (* 1957), kamerunischer Schriftsteller und Filmemacher

### Kobi
- Kobi, Emil E. (1935–2011), Schweizer Heilpädagoge
- Kobi, Walter (1912–2000), Schweizer Gewerkschafter und Politiker
- Kobia, Samuel (* 1947), kenianischer Theologe und ÖRK-Generalsekretär
- Kobialka, Reinhard (* 1959), deutscher Tonmeister, zuvor Jazzmusiker (Schlagzeug)
- Kobiałko, Radek (* 1969), polnischer Produzent, Regisseur, Drehbuchautor und Unternehmer
- Kobiaschwili, Lewan (* 1977), georgischer FußballspielerLewan Kobiaschwili (* 1977)

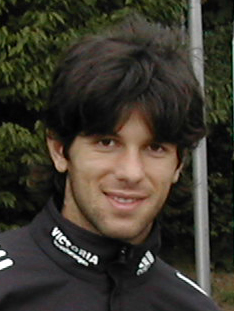
Lewan Kobiaschwili (* 1977)

- Kobiaschwili, Tiku (* 2002), georgische Regisseurin und Drehbuchautorin
- Köbicke, Heinrich Julius (1803–1873), deutscher Architekt und Baubeamter
- Kobiela, Bogumił (1931–1969), polnischer Schauspieler
- Kobiela, Dorota (* 1978), polnische Malerin, Animationskünstlerin, Regisseurin und Drehbuchautorin
- Kobielska, Genowefa (1906–1993), polnische Diskuswerferin und Kugelstoßerin
- Kobielski, Norbert (* 1997), polnischer Hochspringer
- Kobielus, Marzena (* 1989), polnische Naturbahnrodlerin
- Kobielus, Mateusz (* 1989), polnischer Naturbahnrodler
- Kobielusz, Magdalena (* 2000), polnische Skilangläuferin
- Kobierski, Radosław (* 1971), polnischer Lyriker, Prosaschriftsteller und Literaturkritiker
- Kobierski, Stanislaus (1910–1972), deutscher Fußballspieler
- Kobilca, Ivana (1861–1926), jugoslawische Malerin
- Kobilica, Senaid (* 1974), bosnischer Imam, Persönlichkeit des Islams in Bosnien und Herzegowina und Norwegen; Präsident des Islamischen Rates Norwegens
- Kobiljar, Rijad (* 1996), bosnisch-herzegowinischer Fußballspieler
- Kobilka, Brian (* 1955), US-amerikanischer Biochemiker
- Kobilke, Johannes (* 1973), deutscher Filmkomponist
- Kobilke, Philipp (* 1985), deutscher Filmkomponist
- Kobin, Chris, US-amerikanischer Drehbuchautor und Produzent
- Kobin, Wassyl (* 1985), ukrainischer Fußballspieler
- Kobinger, Hanns (1892–1974), österreichischer Maler und Graphiker
- Kobinski, Cici (* 1991), US-amerikanisch-philippinische Fußballspielerin
- Köbis, Albin (1892–1917), deutscher Matrose, Teilnehmer an Matrosenrevolte 1917Albin Köbis (1892–1917)
- Kobito (* 1986), deutscher Rapper

Albin Köbis (1892–1917)

- Kobitzki, Ferdinand (1890–1944), Gewerkschafter und Widerstandskämpfer gegen den Nationalsozialismus

### Kobj
- Kobjela, Detlef (1944–2018), sorbischer Komponist und Musikwissenschaftler

### Kobk
- Købke, Christen (1810–1848), dänischer Maler

### Kobl
- Köbl, Ursula (1941–2022), deutsche Juristin
- Koblank, David Emilius Heinrich (1791–1864), Lokalpolitiker in Berlin
- Koblank, Otto (1885–1956), deutscher Politiker (SPD/USPD), MdL
- Koblar, Andreja (* 1971), slowenische Biathletin
- Koblar, Gregor (* 1993), slowenischer Eishockeyspieler
- Koblar, Jernej (* 1971), slowenischer Skirennläufer
- Koblar, Luka (* 1999), slowenischer Fußballspieler
- Koblasa, Jan (1932–2017), tschechischer Bildhauer, Maler, Grafiker, Philosoph und Hochschullehrer
- Koblauch, Carl (1923–1951), dänischer Bahnradsportler
- Kobleder, Christoph (* 1990), österreichischer Fußballspieler
- Koblenko, Victoria (* 1980), niederländische Schauspielerin, Moderatorin und Kolumnistin ukrainischer Abstammung
- Koblenz, Alexander (1916–1993), lettischer Schachspieler, -trainer und -journalist
- Koblenz, Babette (* 1956), deutsche Komponistin
- Koblenzer, Thomas (* 1968), deutscher Rechtsanwalt und Fachanwalt für Steuerrecht
- Kobler, Arthur (1905–2003), Schweizer Historiker und Autor
- Köbler, Daniel (* 1981), deutscher Politiker (Bündnis 90/Die Grünen), MdL
- Kobler, Erich (* 1910), deutscher Filmregisseur, Filmeditor und Drehbuchautor
- Kobler, Franz (1882–1965), Schriftsteller und Publizist
- Köbler, Georg (1929–2022), deutscher Fußballspieler
- Köbler, Gerhard (* 1939), deutscher Rechtswissenschaftler
- Kobler, Julius (1866–1942), deutscher Schauspieler und Theaterregisseur
- Kobler, Konrad (* 1943), deutscher Politiker (CSU), MdL
- Köbler, Ludwig (1920–1993), deutscher Politiker (SPD), MdL
- Kobler, Martin (* 1953), deutscher DiplomatMartin Kobler (* 1953)

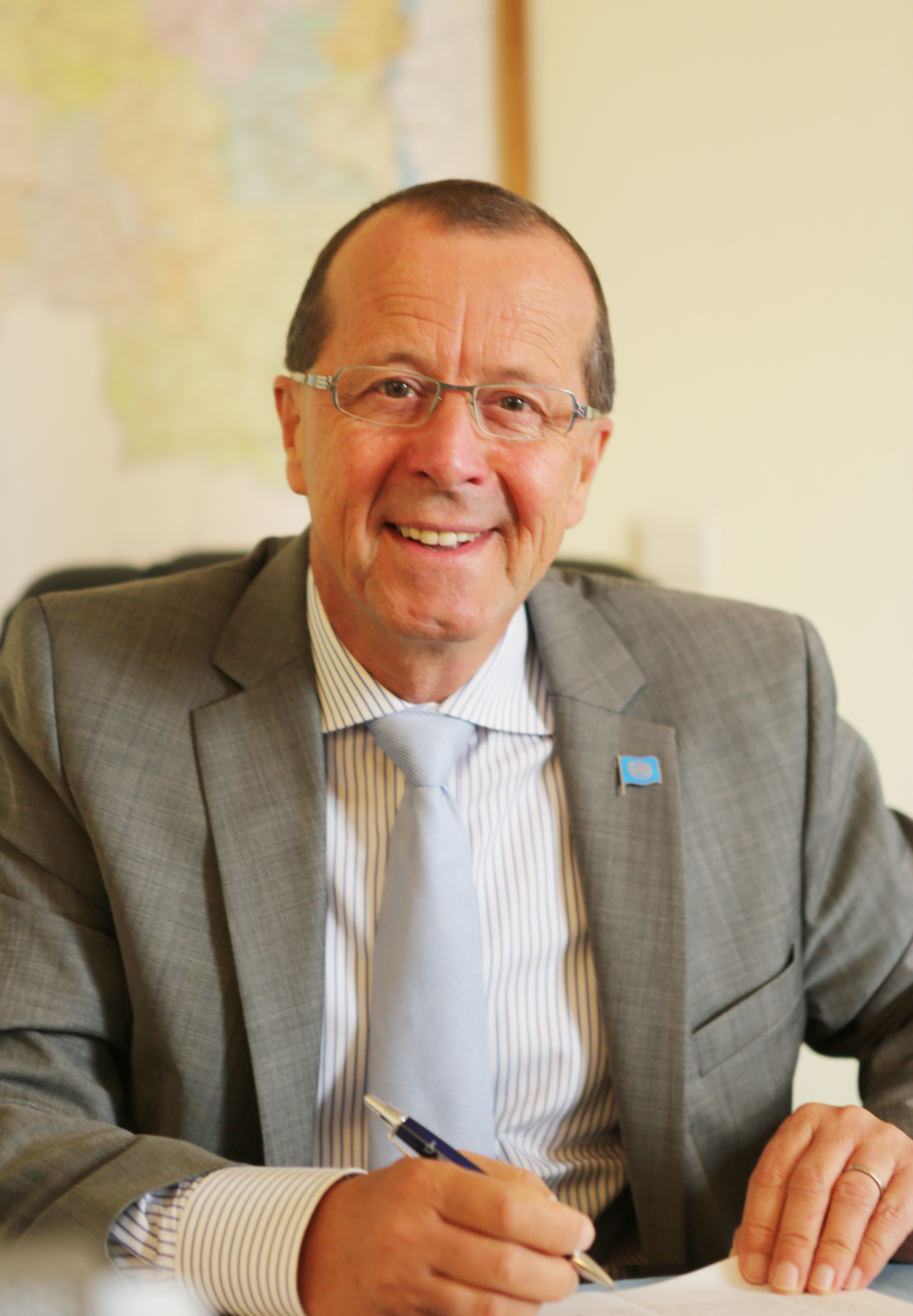
Martin Kobler (* 1953)

- Kobler, Michael (1933–2011), deutscher Jurist und Hochschullehrer
- Kobler, Renate (* 1961), österreichische Diplomatin
- Köbler, Robert (1912–1970), deutscher Organist, Pianist, Komponist und Universitäts-Professor in Leipzig
- Kobler, Seraina (* 1982), Schweizer Schriftstellerin und Journalistin
- Kobler, Victor (1859–1937), Schweizer Erfinder
- Koblet, Hugo (1925–1964), Schweizer RadrennfahrerHugo Koblet (1925–1964)

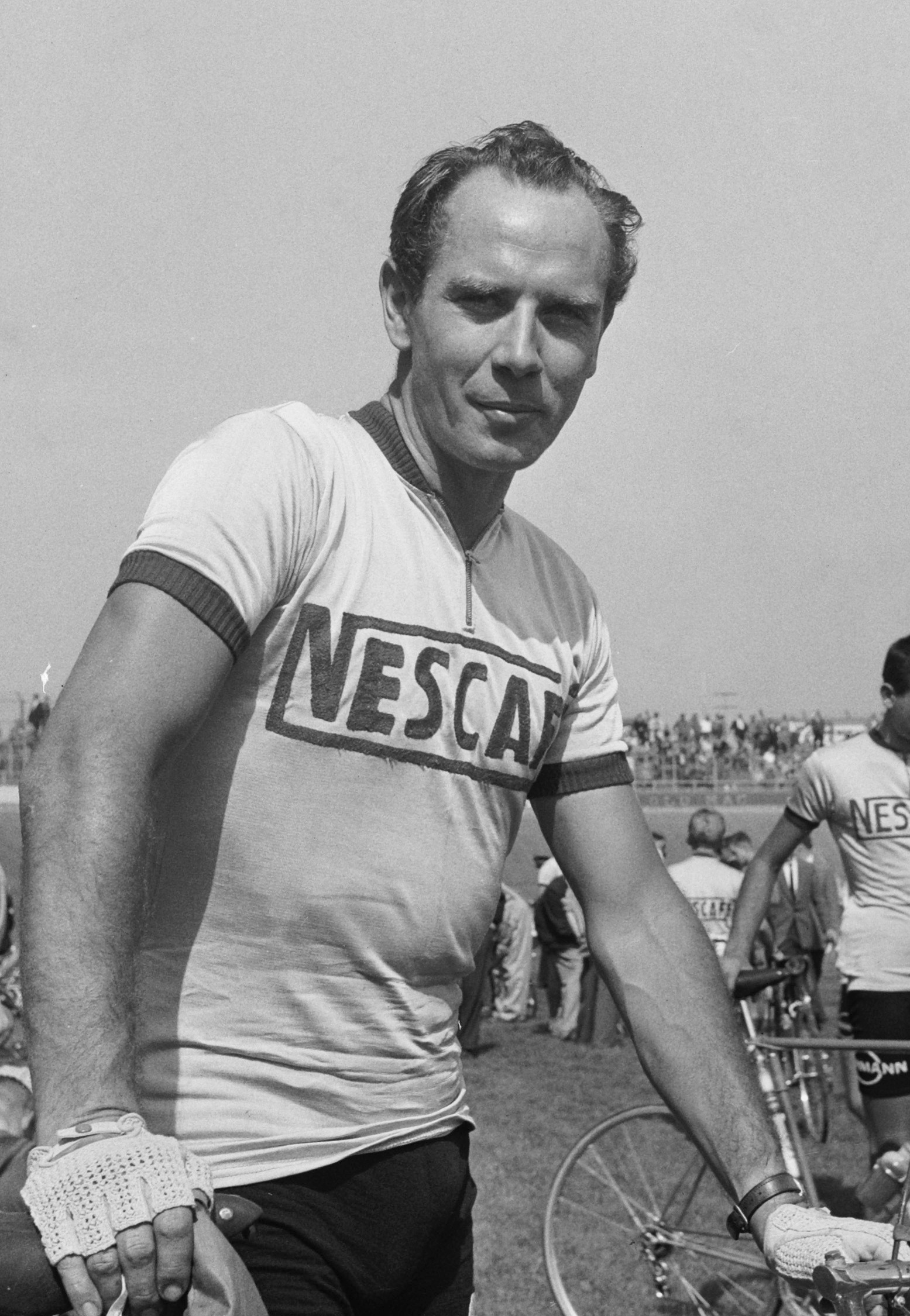
Hugo Koblet (1925–1964)

- Koblet, Kalle (* 1997), Schweizer Snowboarder
- Koblet, Karl († 1954), Schweizer Fussballspieler
- Koblet, Rudolf (1904–1983), Schweizer Pflanzenbauwissenschaftler
- Köbli, Nathalie (* 1996), österreichisch-ungarische Schauspielerin
- Koblinski, Hans Joachim von (1921–2013), deutscher Autor
- Koblinski, Heinrich von (1810–1895), preußischer Generalleutnant
- Koblinski, Hermann von (1817–1880), preußischer Generalleutnant
- Koblischek, Karl (1878–1953), österreichischer Architekt
- Koblischke, Hartmut (* 1974), deutscher Politiker (PDS, Die Linke), MdL
- Köblitz, Hans-Werner (* 1945), deutscher Politiker (Freie Wähler) und hauptamtlicher Landrat des Landkreises Calw
- Koblitz, Kurt (1916–1979), deutscher Politiker (SED, SPD), MdB
- Koblitz, Neal (* 1948), US-amerikanischer Mathematiker
- Koblmüller, Eduard (1946–2015), österreichischer Bergsteiger
- Koblmüller, Sandra (* 1990), österreichische Triathletin
- Koblow, Dmitri (* 1992), kasachischer Hürdenläufer
- Kobluhn, Friedhelm (1936–2007), deutscher Fußballspieler und -trainer
- Kobluhn, Lothar (1943–2019), deutscher Fußballspieler

### Kobn
- Köbner, Andreas (* 1951), deutscher Komponist
- Köbner, Heinrich (1838–1904), deutscher Dermatologe
- Köbner, Julius (1806–1884), dänischer Baptistenpastor, Schriftsteller, Lyriker, Mitbegründer der deutschen und kontinentaleuropäischen Baptistengemeinden
- Köbner, Max Otto (1869–1934), deutscher Verwaltungsjurist und Hochschullehrer

### Kobo
- Kobo, Ori (* 1997), israelischer Schachspieler
- Kobold, Fritz (1905–1985), Schweizer Geodät
- Kobold, Hermann (1858–1942), deutscher Astronom
- Kobolt von Tambach, Johannes Bartholomäus (1592–1645), Weihbischof in Passau
- Kobolt von Tambach, Michael Wilhelm († 1667), Militärkommandant und Drost von Fürstenau
- Kobolt, Anton Maria (1752–1826), deutscher katholischer Geistlicher und Historiker
- Kobolt, Plazidus (1642–1719), deutscher Ordensgeistlicher, Abt in Ochsenhausen
- Kobonoki, Tsukasa (* 1991), japanischer Biathlet
- Kobor, Johann (1882–1958), österreichischer Gastwirt, Kinobesitzer und Politiker, Landtagsabgeordneter
- Kobori, Masakazu (1579–1647), Baumeister des Shogunats zu Beginn der Edo-Zeit
- Kobori, Momoko (* 1998), japanische Tennisspielerin
- Kobori, Sora (* 2002), japanischer Fußballspieler
- Kobori, Takayuki (* 1969), japanischer Eishockeyspieler und -trainer
- Kobori, Tomoto (1864–1931), japanischer Maler des Nihonga-Stils
- Kobori, Yūsuke (* 1981), japanischer Boxer
- Kobosil (* 1991), deutscher DJ und MusikproduzentKobosil (* 1991)

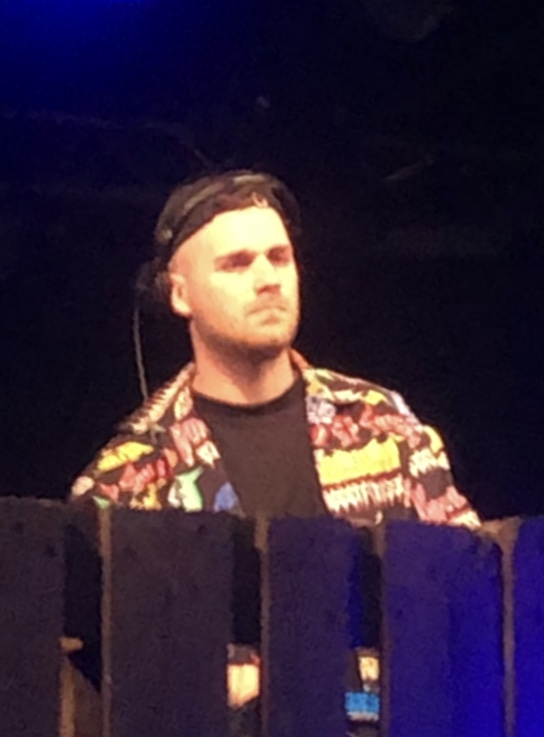
Kobosil (* 1991)

- Kobosko, Michał (* 1968), polnischer Politiker und Journalist
- Kobow, Jan (* 1966), deutscher Opernsänger (Tenor)

### Kobr
- Kobr, Michael (* 1973), deutscher Krimiautor
- Kobrak, Richard (1890–1944), deutscher Sozialpolitiker
- Kobranov, Vladimír (1927–2015), tschechoslowakischer Eishockeyspieler
- Kobras, Martin (* 1986), österreichischer Fußballtorhüter
- Kobrich, Johann Anton († 1791), deutscher Organist und Komponist
- Köbrich, Karl (1843–1898), deutscher Bergwerksdirektor
- Köbrich, Kristel (* 1985), chilenische Schwimmerin
- Kobrin, Alexander Jewgenjewitsch (* 1980), russischer Pianist und Hochschullehrer
- Kobrin, Juri Leonidowitsch (* 1943), russischer Dichter und Übersetzer
- Kobrin, Leon (1873–1946), jiddischer Schriftsteller, Übersetzer und Journalist in New York
- Kobrine, Kevin (* 2000), US-amerikanischer Volleyballspieler
- Kobro, Katarzyna (1898–1951), polnische Bildhauerin
- Kobryn, Ewelina (* 1982), polnische Basketballspielerin
- Kobrynska, Natalija (1855–1920), ukrainische Schriftstellerin und Organisatorin der ukrainischen Frauenbewegung

### Kobs
- Kobs, Anja (* 1976), deutsche Langstreckenläuferin, Duathletin und Triathletin
- Kobs, Karsten (* 1971), deutscher Hammerwerfer
- Kobs, Oliver (* 1985), deutscher Sänger und Songwriter
- Kobs, Rudolf (1893–1978), deutscher Leichtathlet und Geräteturner
- Kobs-Lehmann, Dorothea (1930–2014), deutsche Künstlerin
- Kobsarenko, Walerij (* 1977), ukrainischer Radrennfahrer
- Kobsarew, Igor Jurjewitsch (1932–1991), russischer theoretischer Teilchenphysiker
- Kobsarew, Juri Borissowitsch (1905–1992), sowjetischer Physiker und Hochschullehrer
- Köbsell, Swantje (* 1958), deutsche Wissenschaftlerin, Aktivistin der Behindertenbewegung
- Kobson, Iossif Dawydowitsch (1937–2018), russisch-sowjetischer Sänger und PolitikerIossif Dawydowitsch Kobson (1937–2018)

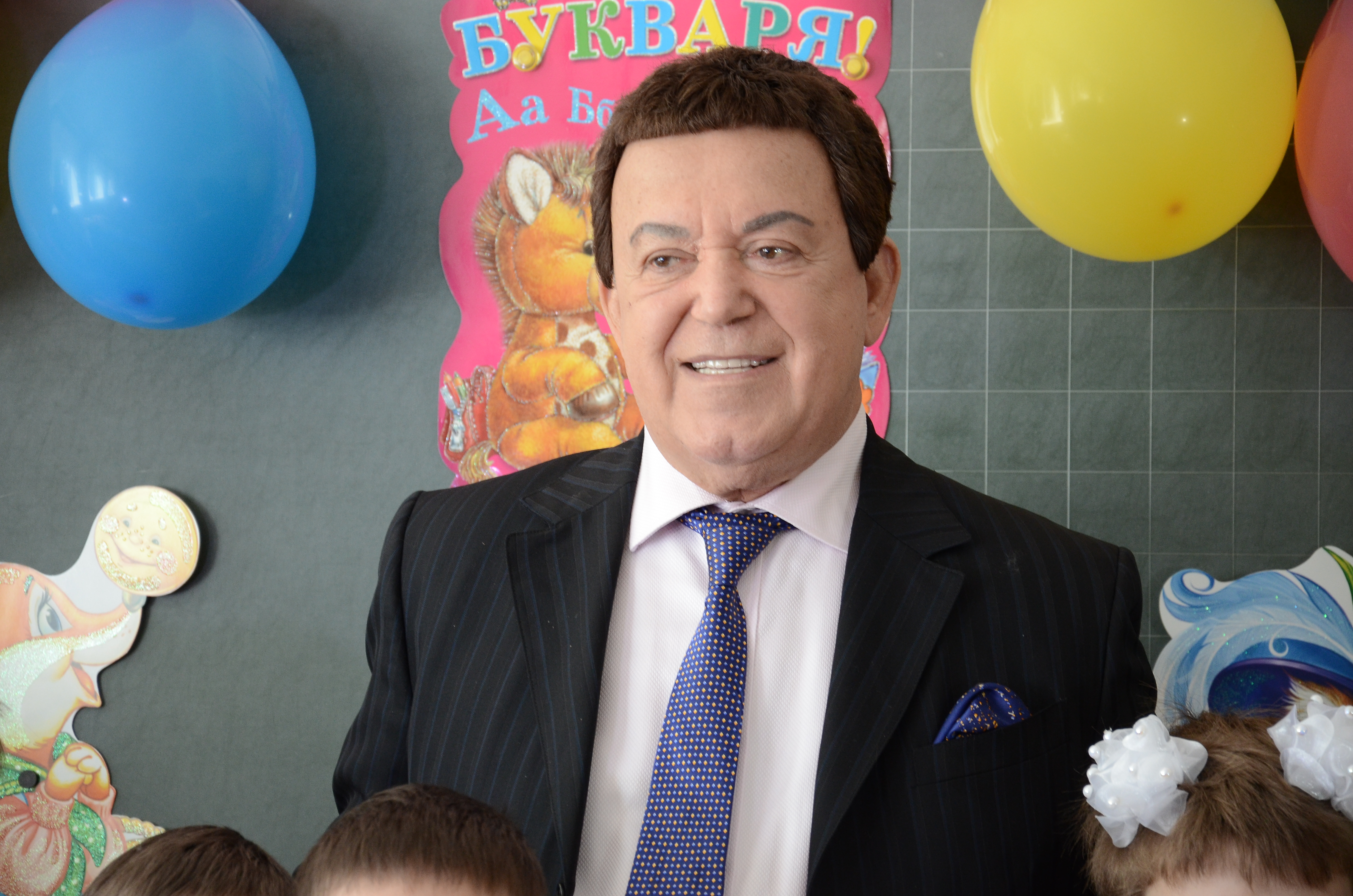
Iossif Dawydowitsch Kobson (1937–2018)

### Kobu
- Kobuch, Agatha (1933–2018), deutsche Archivarin und Historikerin
- Kobuch, Manfred (1935–2018), deutscher Archivar und Historiker
- Kobulow, Amajak (1906–1955), sowjetischer Geheimdienstgeneral
- Kobulow, Bogdan (1904–1953), sowjetischer Geheimdienstgeneral
- Kōbun (648–672), 39. Tennō von Japan
- Koburger, Annegrit (* 1959), deutsche Politikerin (PDS, Die Linke), MdL
- Kobus, Agnieszka (* 1990), polnische Ruderin
- Kobus, Arthur (1879–1945), deutscher Generalleutnant im Zweiten Weltkrieg
- Kobus, August (1900–1946), deutscher Offizier, Bürgermeister und Ortsgruppenleiter der NSDAP in Freilassing, hingerichteter Kriegsverbrecher
- Kobus, Jacob Derk (1858–1910), niederländischer Agrikulturchemiker
- Kobus, Kathi (1854–1929), deutsche Betreiberin der Künstlerkneipe Simplicissimus
- Kobus, Mirosław (* 1985), polnischer Biathlet
- Kobus, Nicolai (* 1968), deutscher Lyriker
- Kobus, Waldemar (* 1966), deutscher SchauspielerWaldemar Kobus (* 1966)

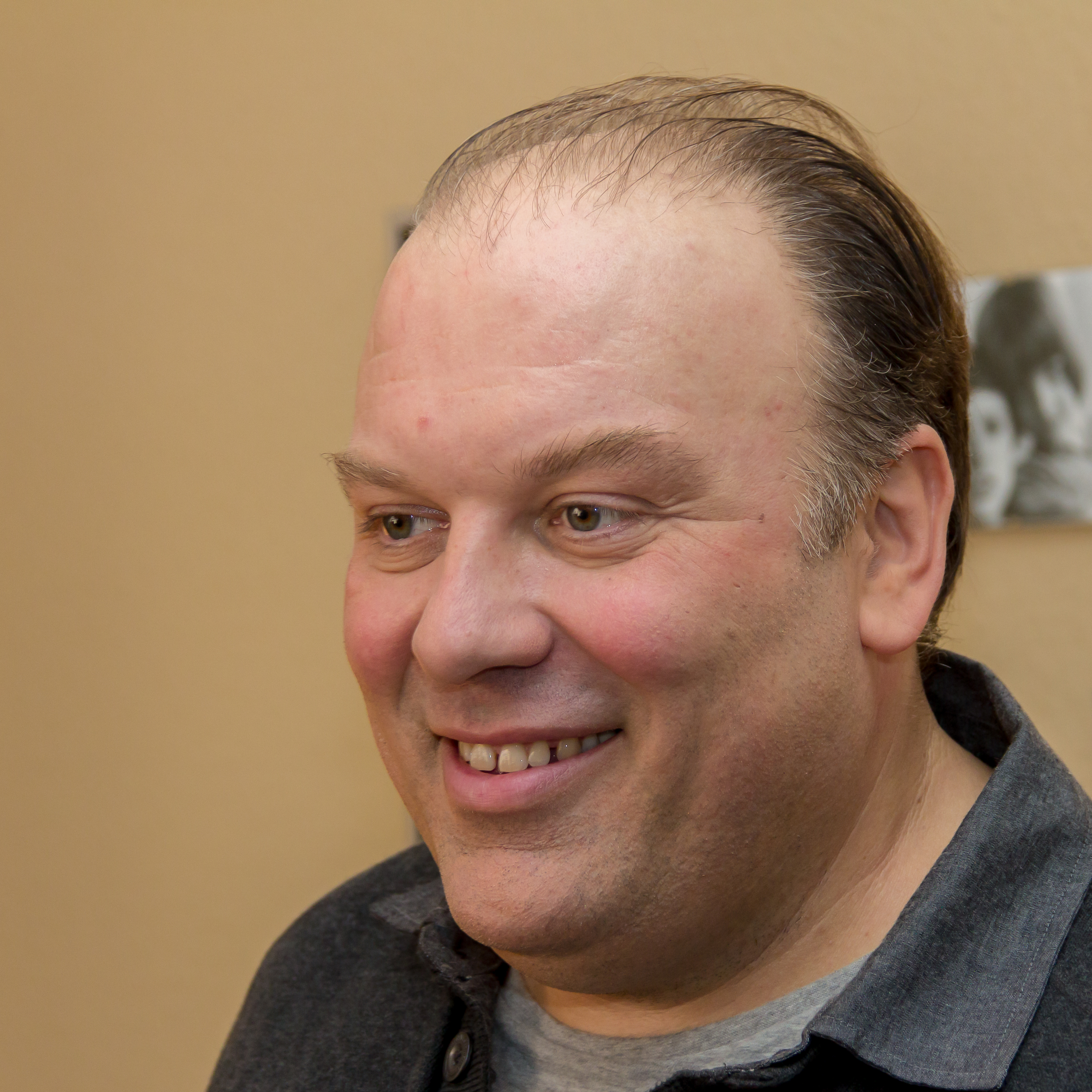
Waldemar Kobus (* 1966)

- Kobusch, Jost (* 1992), deutscher Extrembergsteiger
- Kobusch, Klaus (1941–2025), deutscher Radrennfahrer
- Kobusch, Philipp (* 1980), deutscher Klassischer Archäologe
- Kobusch, Theo (* 1948), deutscher Philosoph, Ordinarius für Philosophie an der Universität Bonn
- Kobuß, Anita (* 1944), deutsche Kanutin

### Koby
- Koby, Frédéric-Louis (1852–1930), Schweizer Paläontologe und Geologe
- Kobya, Rahman Oğuz (* 1988), türkischer Fußballspieler
- Kobylańska, Krystyna (1925–2009), polnische Musikwissenschaftlerin
- Kobylański, Andrzej (* 1970), polnischer Fußballspieler, -trainer und -funktionär
- Kobylański, Martin (* 1994), polnisch-deutscher Fußballspieler
- Kobylasch, Sergei Iwanowitsch (* 1965), russischer Generalleutnant
- Kobylezkaja, Sinaida Wiktorowna (1880–1957), russische Malerin und Porzellankünstlerin
- Kobylík, David (* 1981), tschechischer Fußballspieler
- Kobylina, Marija Michailowna (1897–1988), russisch-sowjetische Klassische Archäologin und Hochschullehrerin
- Kobylińska, Monika (* 1995), polnische Handballspielerin
- Kobylinski, Alexander (1964–2017), deutscher Bürgerrechtler (DDR) und Journalist
- Kobylinski, Hanna (1907–1999), dänische Historikerin
- Kobylinski, Jewgeni Stepanowitsch (1875–1927), russischer Offizier
- Kobyliński, Krzysztof (* 1952), polnischer Jazzmusiker
- Kobyljanska, Olha (1863–1942), ukrainische DichterinOlha Kobyljanska (1863–1942)

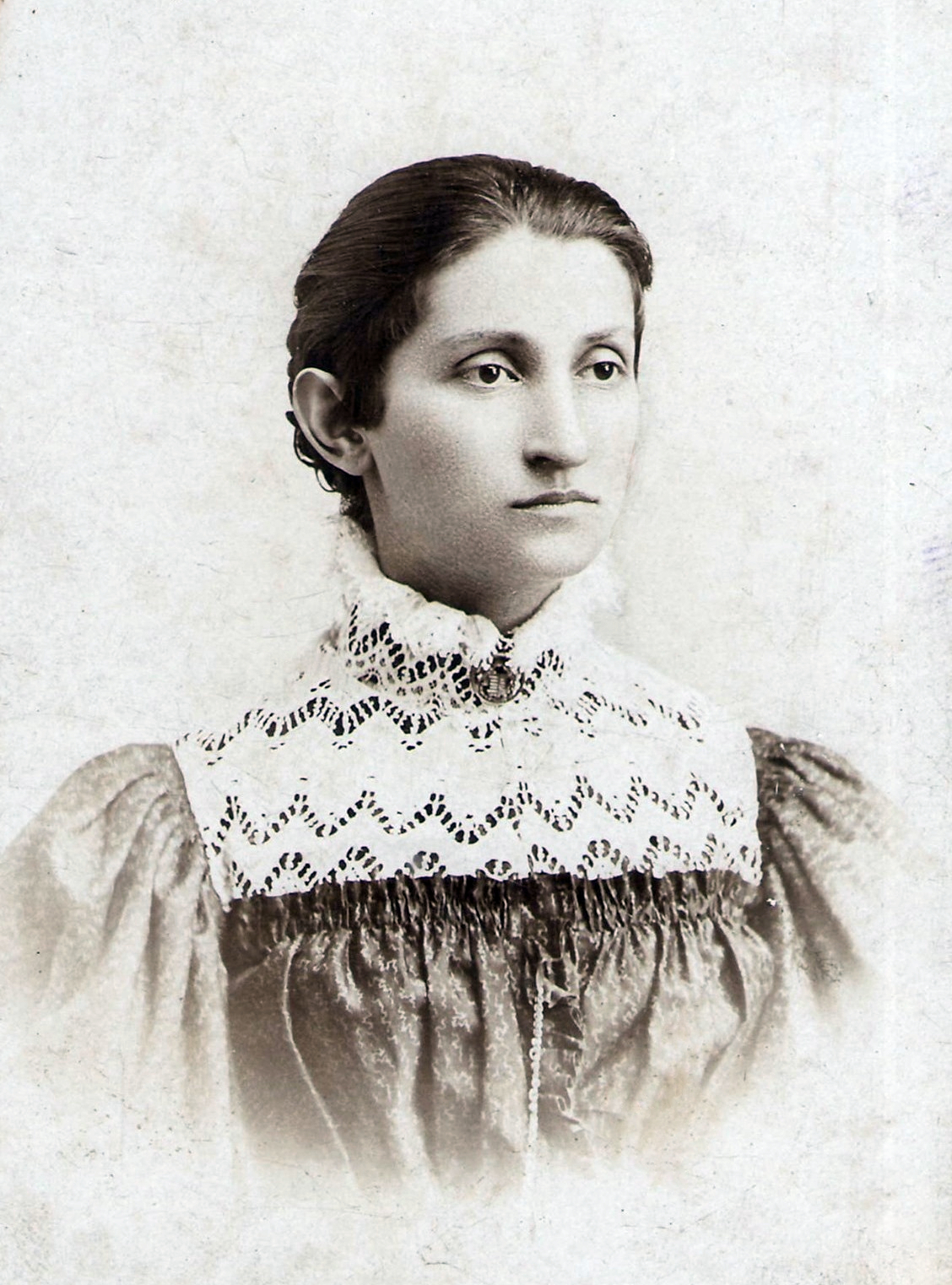
Olha Kobyljanska (1863–1942)

- Kobylkin, Dmitri Nikolajewitsch (* 1971), russischer Politiker
- Kobylyzja, Lukjan (1812–1851), ukrainischer Sozialaktivist, Bauernführer und Politiker
- Kobytew, Jewgeni Stepanowitsch (1910–1973), russischer Maler, Grafiker, Lehrer am staatlichen Kunstinstitut und Abgeordneter im Stadtrat

### Kobz
- Kobza, Piotr (* 1989), polnischer Naturbahnrodler
- Kobzdej, Aleksander (1920–1972), polnischer Maler, Bühnenbildner und Architekt
- Kobzewa, Hanna (* 1986), ukrainische Badmintonspielerin
- Kobzina, Alfred (1928–1998), österreichischer Jurist und Höchstrichter